# 隆亨邨

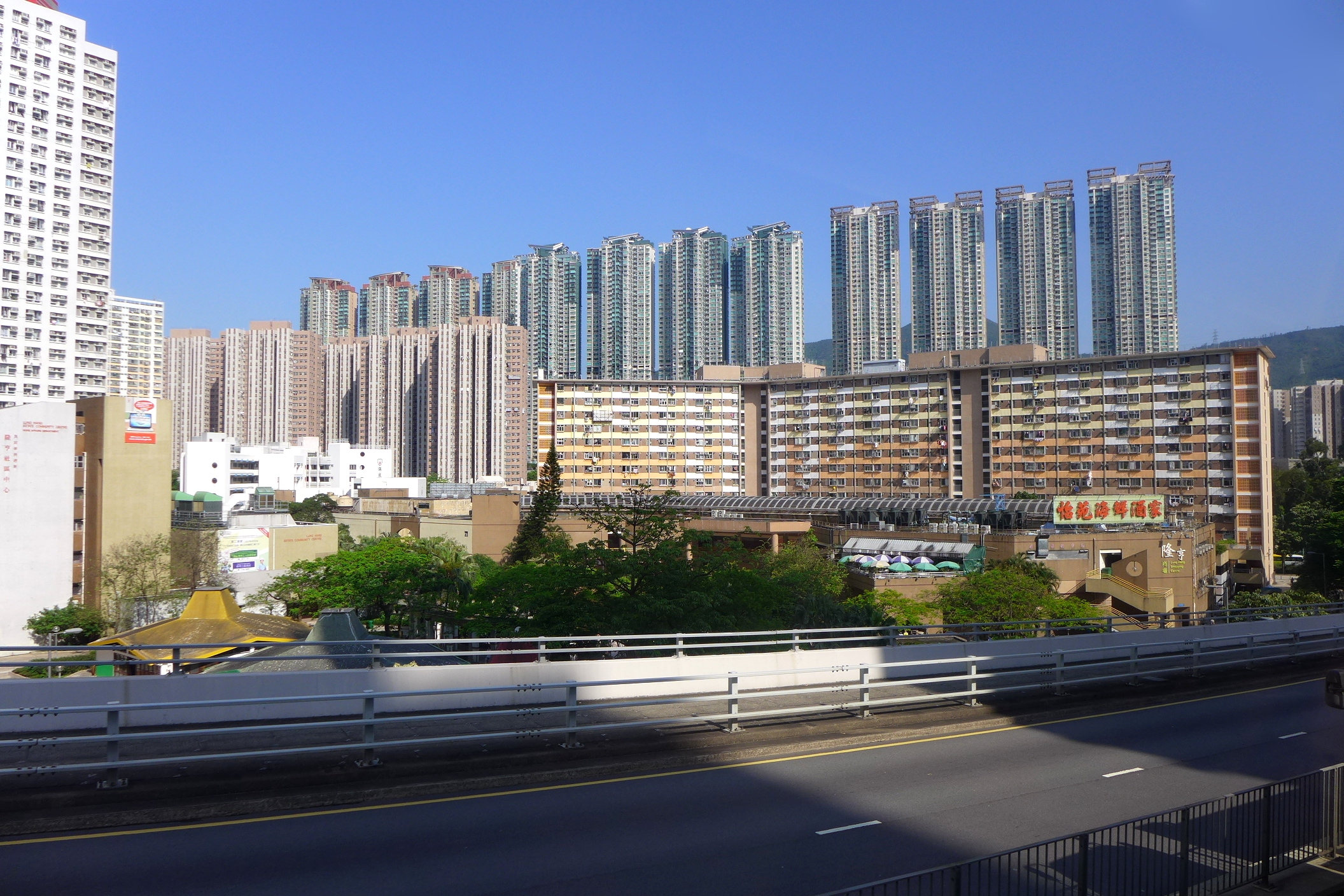
隆亨邨榮心樓 (2016年)

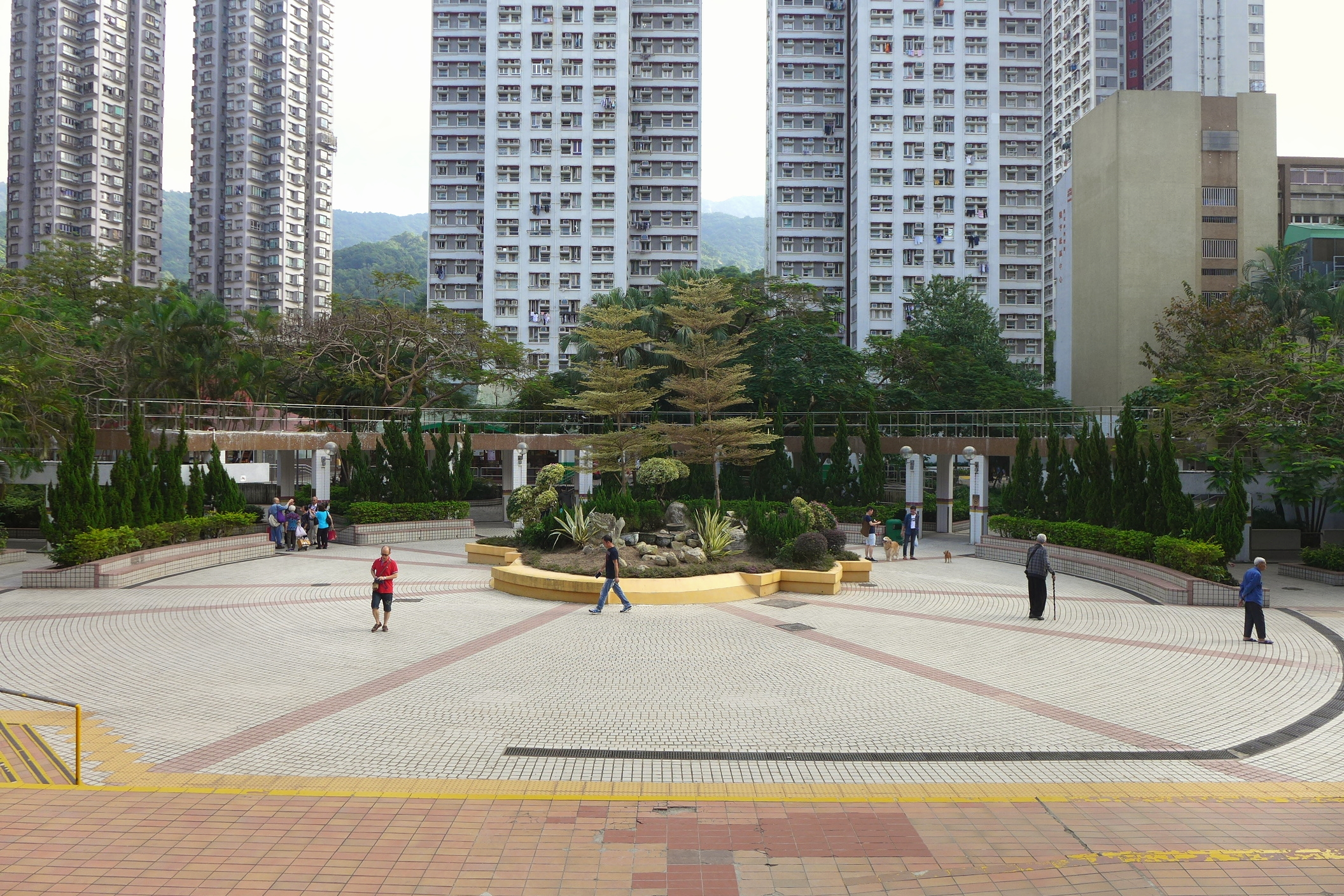
隆亨邨入口廣場，背後為居屋景田苑

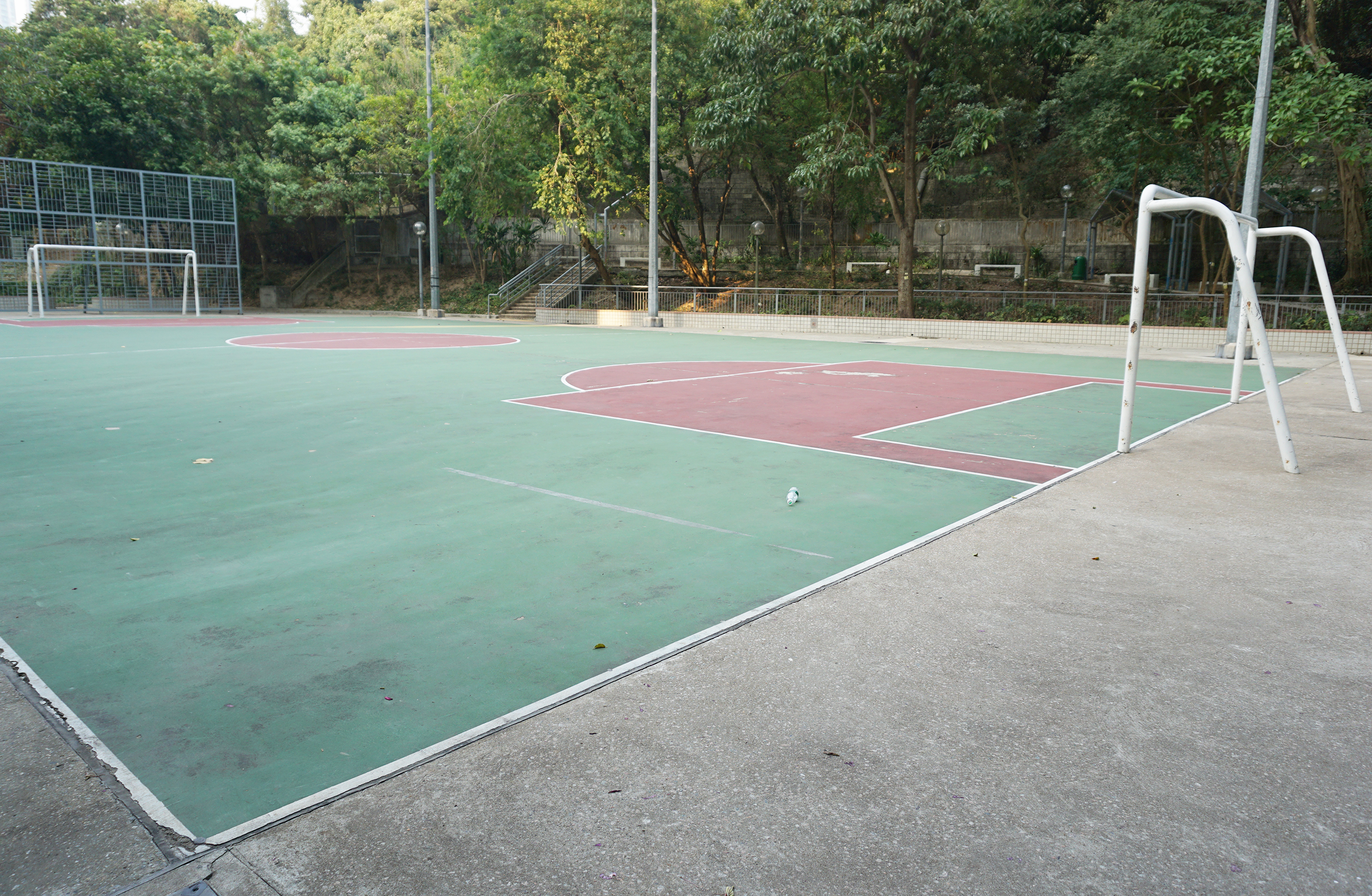
足球場

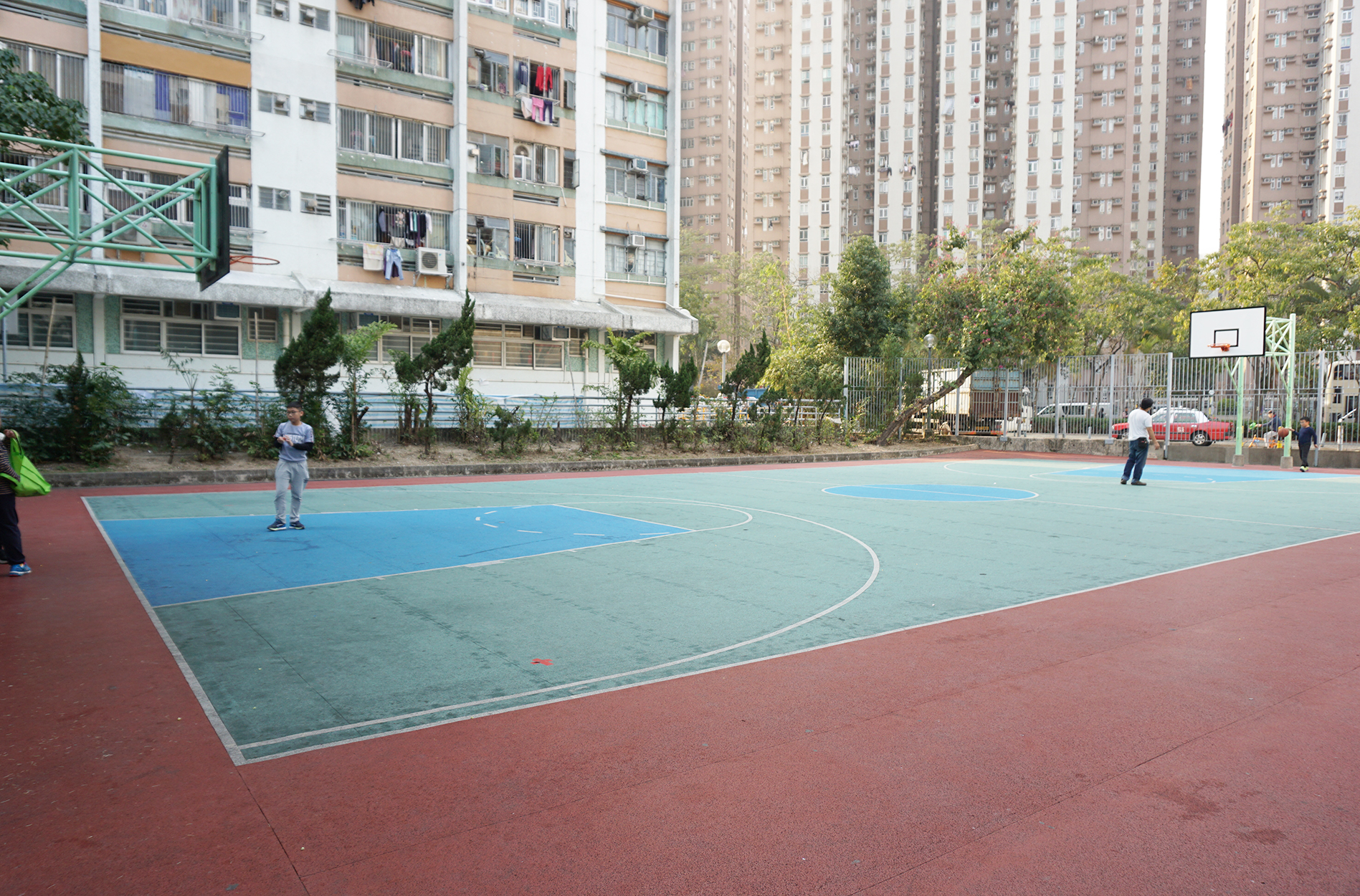
籃球場

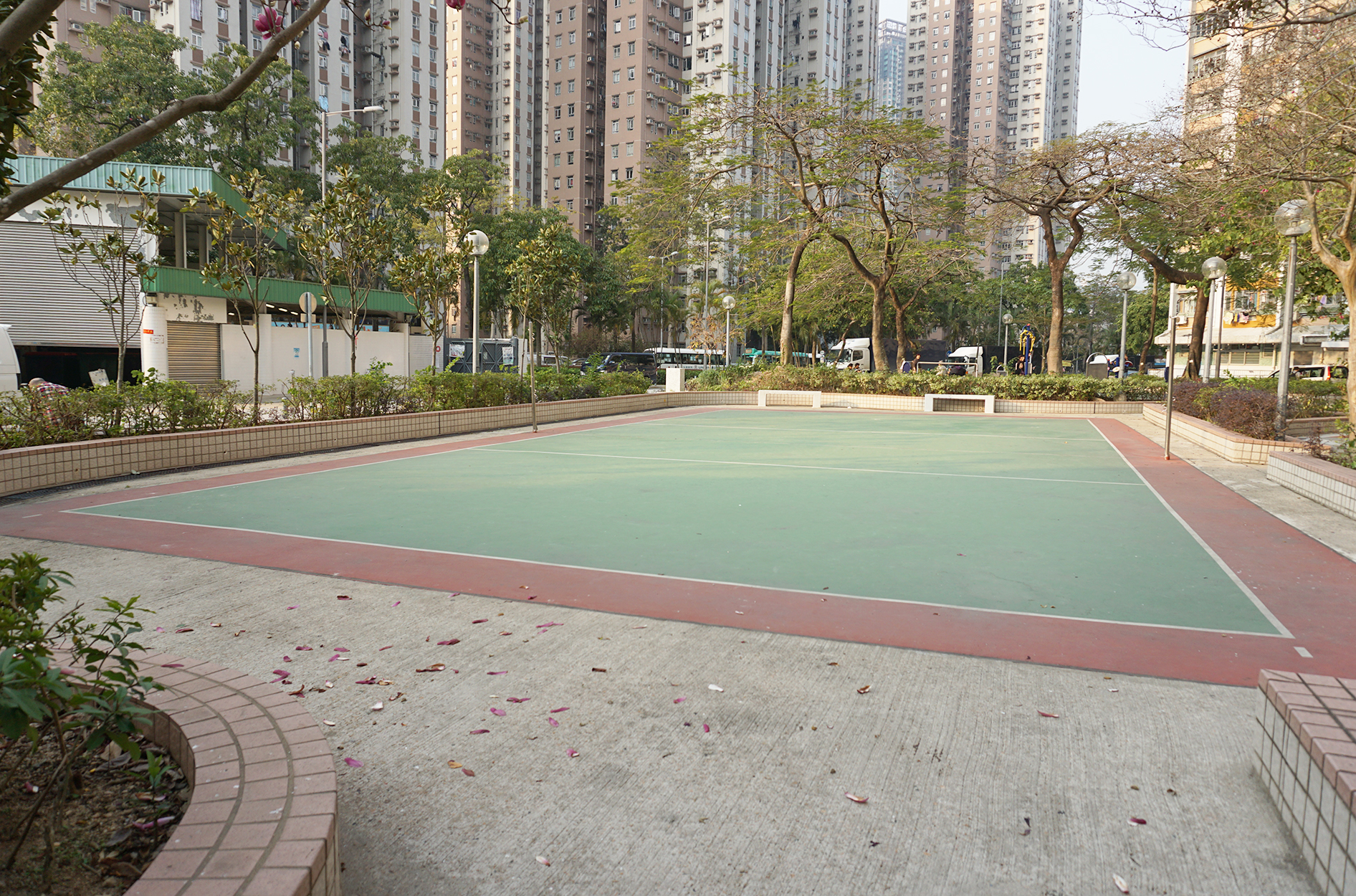
排球場

隆亨邨（英語：Lung Hang Estate，前名「田心邨」）是香港的一個公共屋邨，位於新界沙田區田心，於1983年落成，但已列入擴展市區配屋區內，毗鄰新翠邨、景田苑、田心村和顯徑邨。現由香港房屋委員會負責屋邨管理。

## 屋邨資料
屋苑設施包括籃球場、羽毛球室、公園及平台花園等。平台花園設於慧心樓、賞心樓及善心樓之間，與三棟樓宇的二樓連接。屋苑內設有有蓋行人通道連接各座樓宇。邨內合共有3座停車場，分別位於隆亨商場底層、學心樓與善心樓及賞心樓與慧心樓之間的位置。
英女皇伊利沙伯二世於1986年10月21日第2次到訪香港，於10月22日到訪隆亨邨其中一個家庭，了解香港普羅大眾的生活。

### 樓宇
| 樓宇名稱        | 樓宇類型                           | 落成年份 | 樓宇層數              | 每層伙數                     | 每座單位數目（伙） | 建築師       | 承建商   | 以前採用的升降機廠商 | 現時採用的升降機廠商 | 期數 |
| --------------- | ---------------------------------- | -------- | --------------------- | ---------------------------- | ------------------ | ------------ | -------- | -------------------- | -------------------- | ---- |
| 榮心樓（第1座） | 舊長型 （中央走廊式，連接C+連接E） | 1983年   | 13                    | 60                           | 720                | 房屋署建築師 | 新昌營造 | 美善高（通力）       | 蒂森克虜伯           | 1    |
| 樂心樓（第2座） | 雙連座工字型 （第二代設計）        | 1983年   | 26（低座） 28（高座） | 30（2至26樓） 15（27及28樓） | 780                | 房屋署建築師 | 有成建築 | 美善高（通力）       | 蒂森克虜伯           | 3    |
| 學心樓（第3座） | 雙連座工字型 （第二代設計）        | 1983年   | 26（低座） 28（高座） | 30（2至26樓） 15（27及28樓） | 780                | 房屋署建築師 | 有成建築 | 美善高（通力）       | 蒂森克虜伯           | 3    |
| 善心樓（第4座） | 雙塔式                             | 1983年   | 21（低座） 24（高座） | 34（2至21樓） 17（22至24樓） | 731                | 房屋署建築師 | 有成建築 | 美善高（通力）       | 蒂森克虜伯           | 3    |
| 賞心樓（第5座） | 雙塔式                             | 1983年   | 21（低座） 24（高座） | 34（2至21樓） 17（22至24樓） | 731                | 房屋署建築師 | 有成建築 | 美善高（通力）       | 蒂森克虜伯           | 3    |
| 慧心樓（第6座） | 雙塔式                             | 1983年   | 21（低座） 24（高座） | 34（2至21樓） 17（22至24樓） | 731                | 房屋署建築師 | 有成建築 | 美善高（通力）       | 蒂森克虜伯           | 3    |

（第二期指同一項目內的景田苑，故此略去部份座號。上述座號是以房屋署Estate Property的記錄為依歸。）

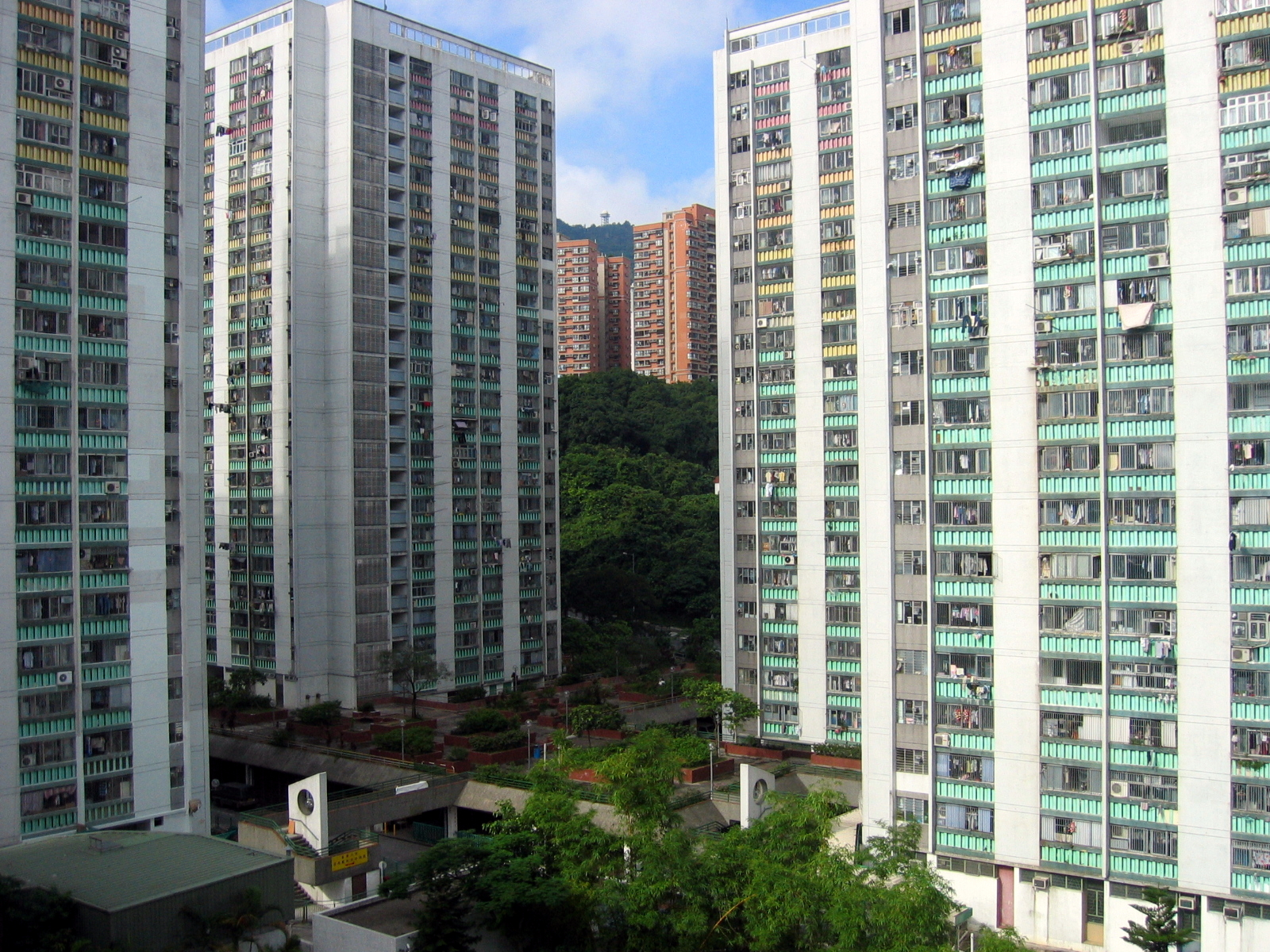
隆亨邨雙塔式樓宇 (2007年)
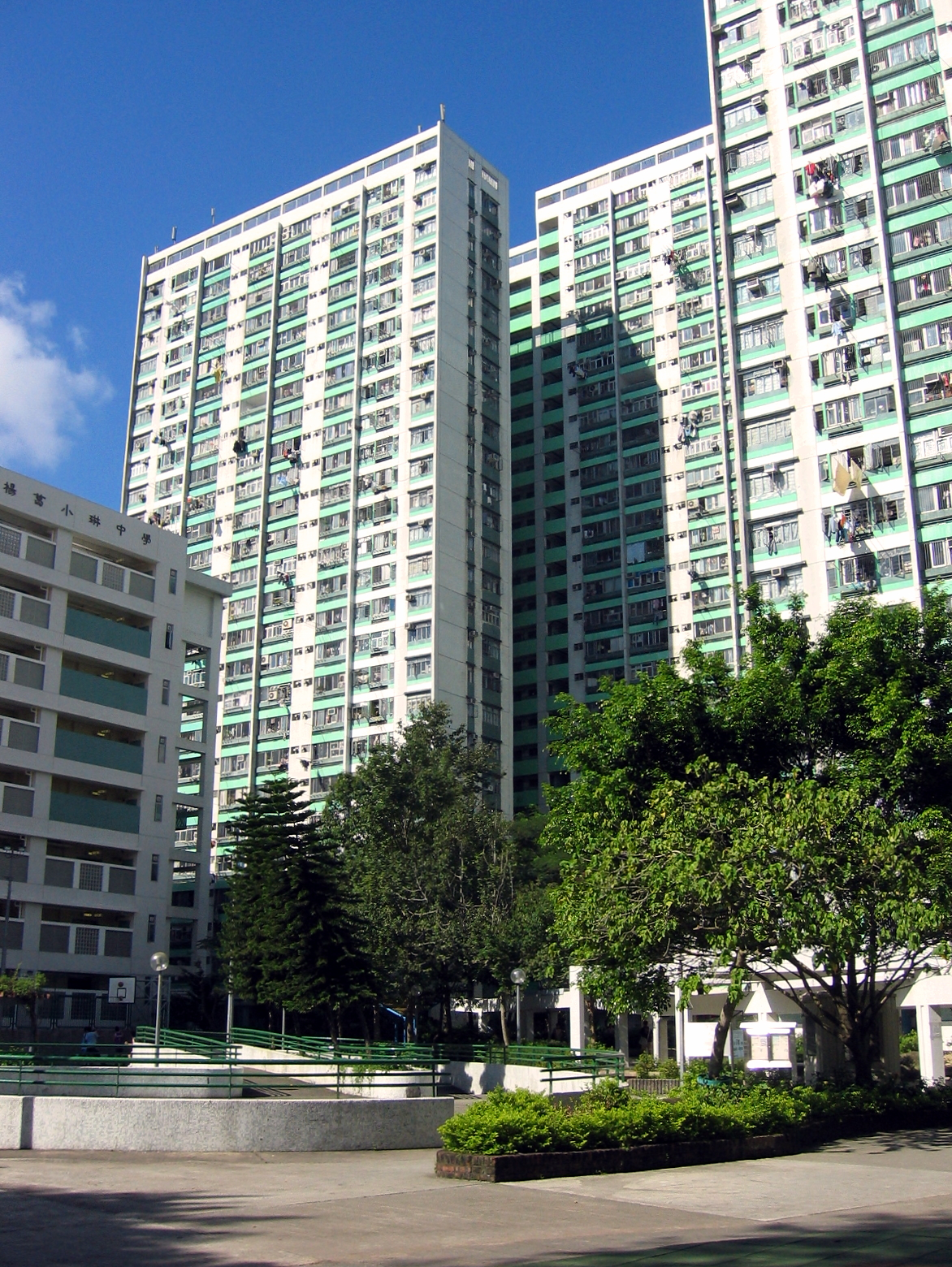
隆亨邨雙工字型樓宇 (2006年)
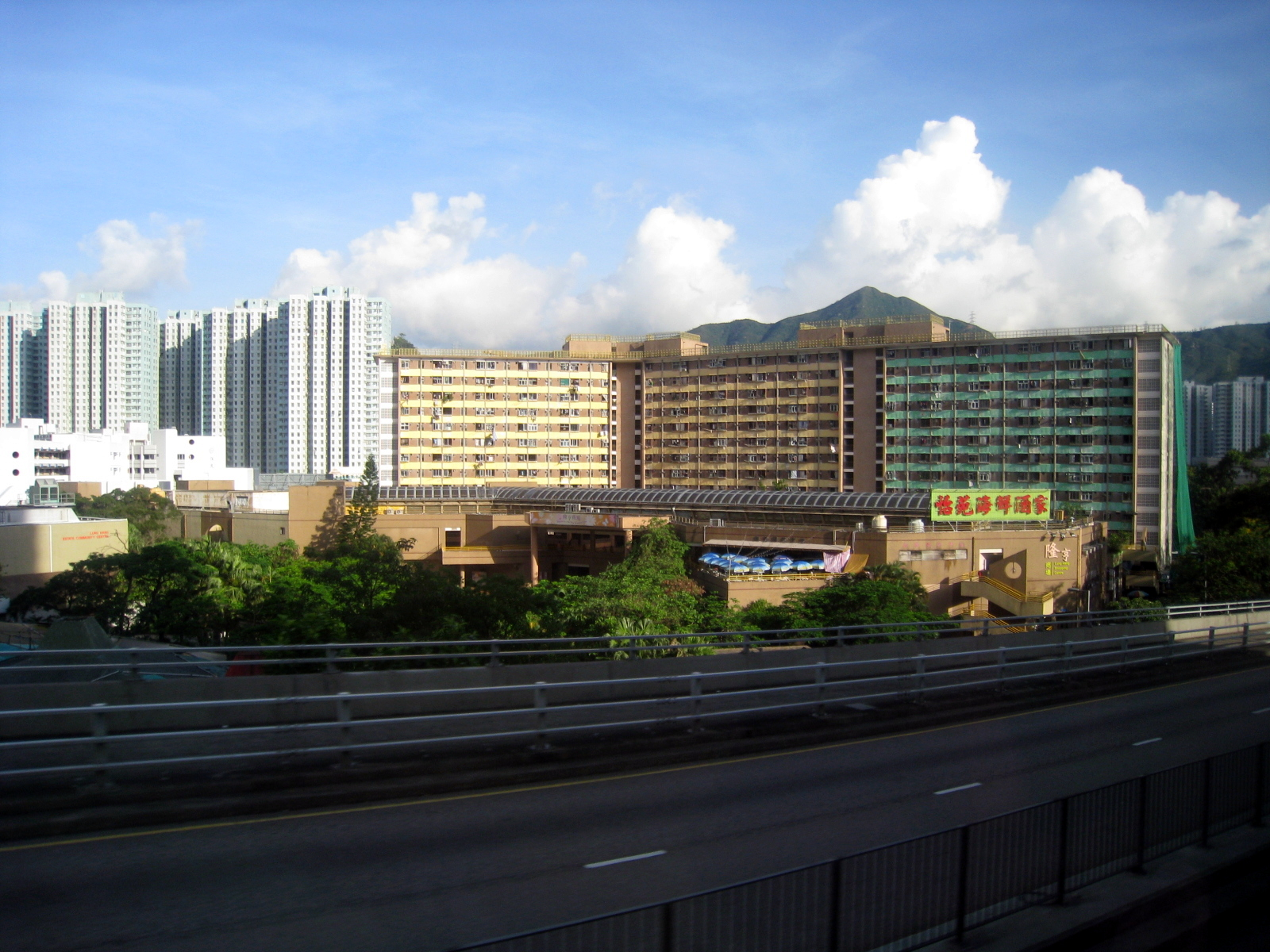
隆亨邨榮心樓，屬舊長型的樓宇類型 (2008年)
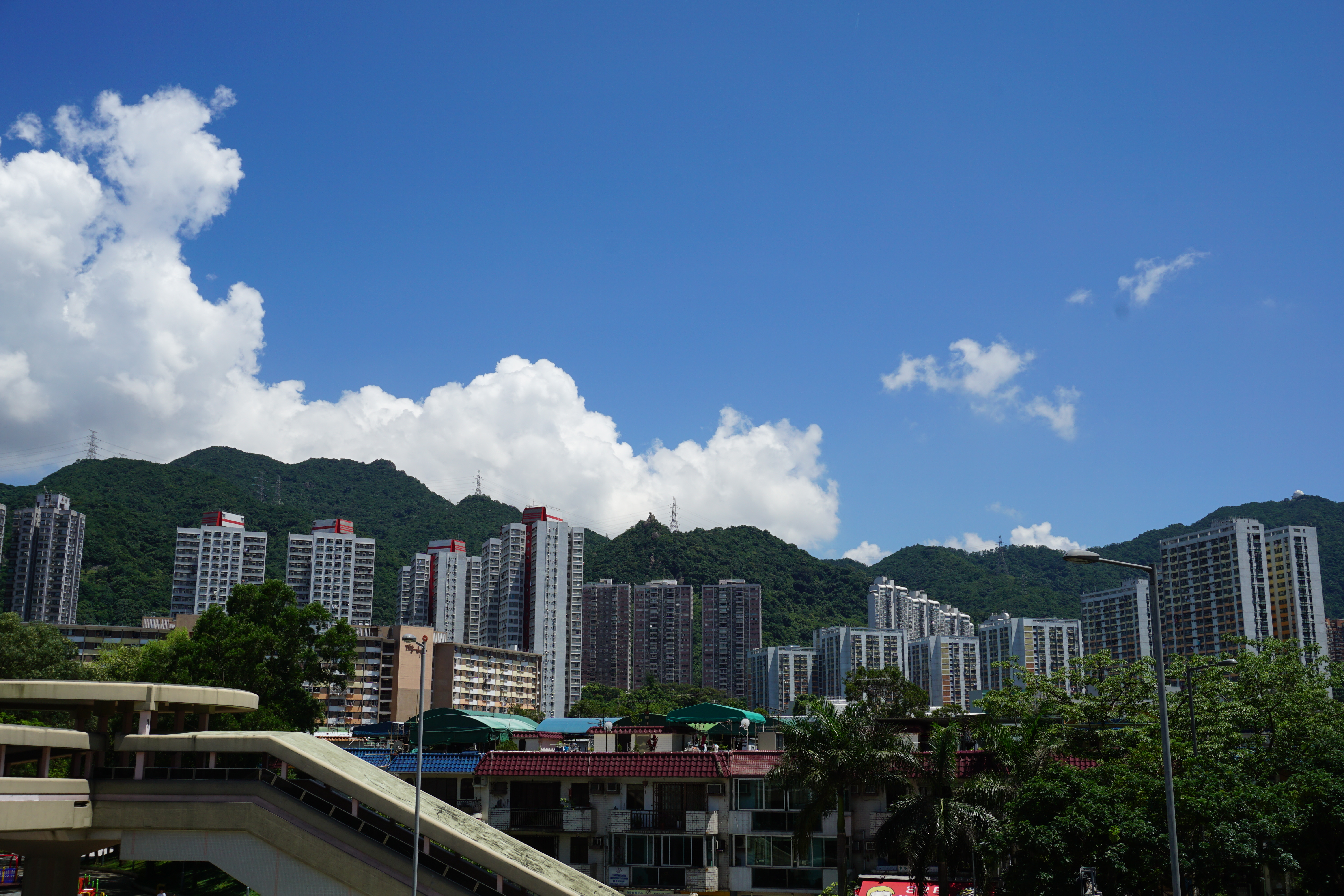
隆亨邨全貌，左至右分別為舊長型、雙塔式及雙工字型大廈
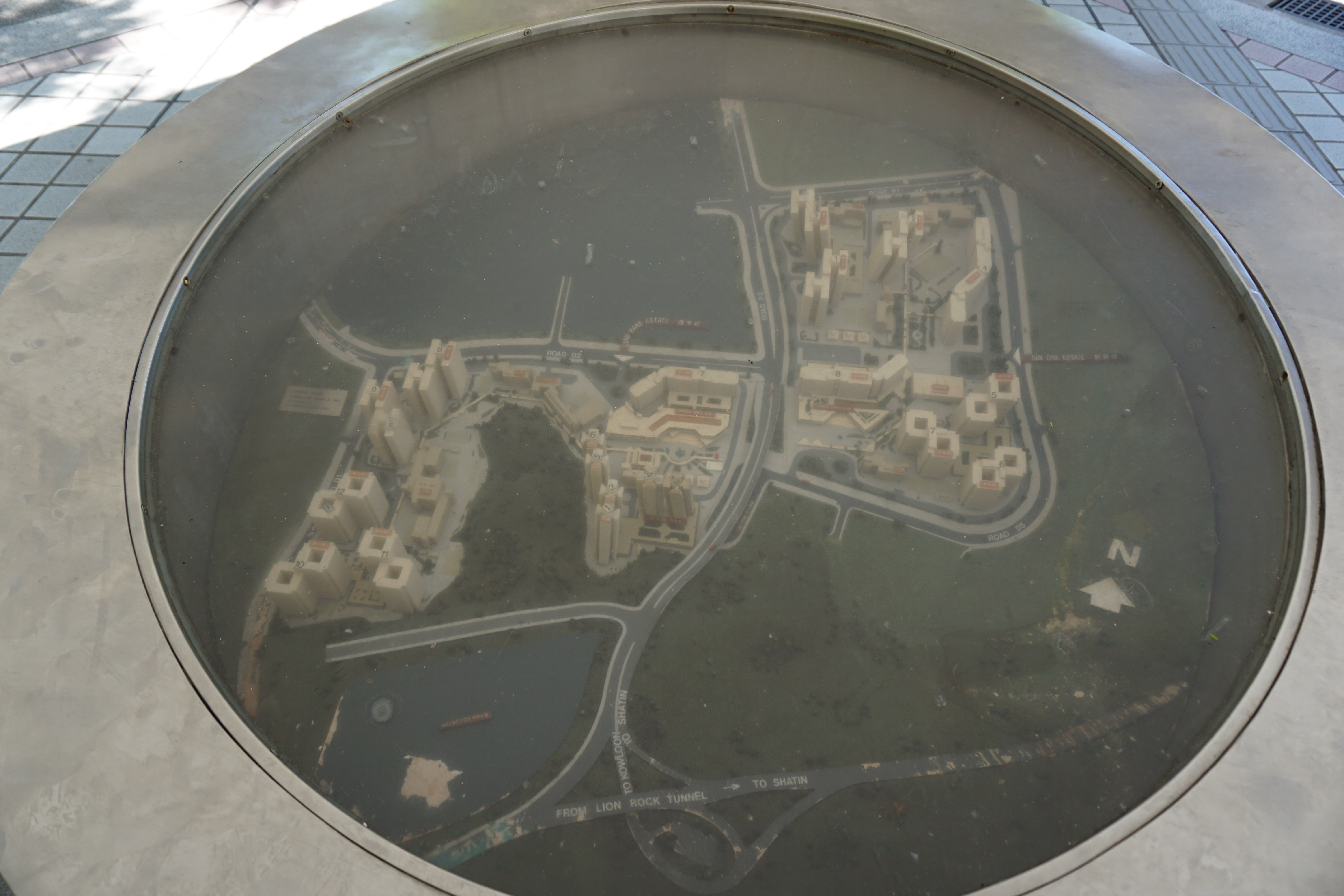
放置於隆亨邨入口的隆亨邨、景田苑及新翠邨模型，可惜已封塵多時
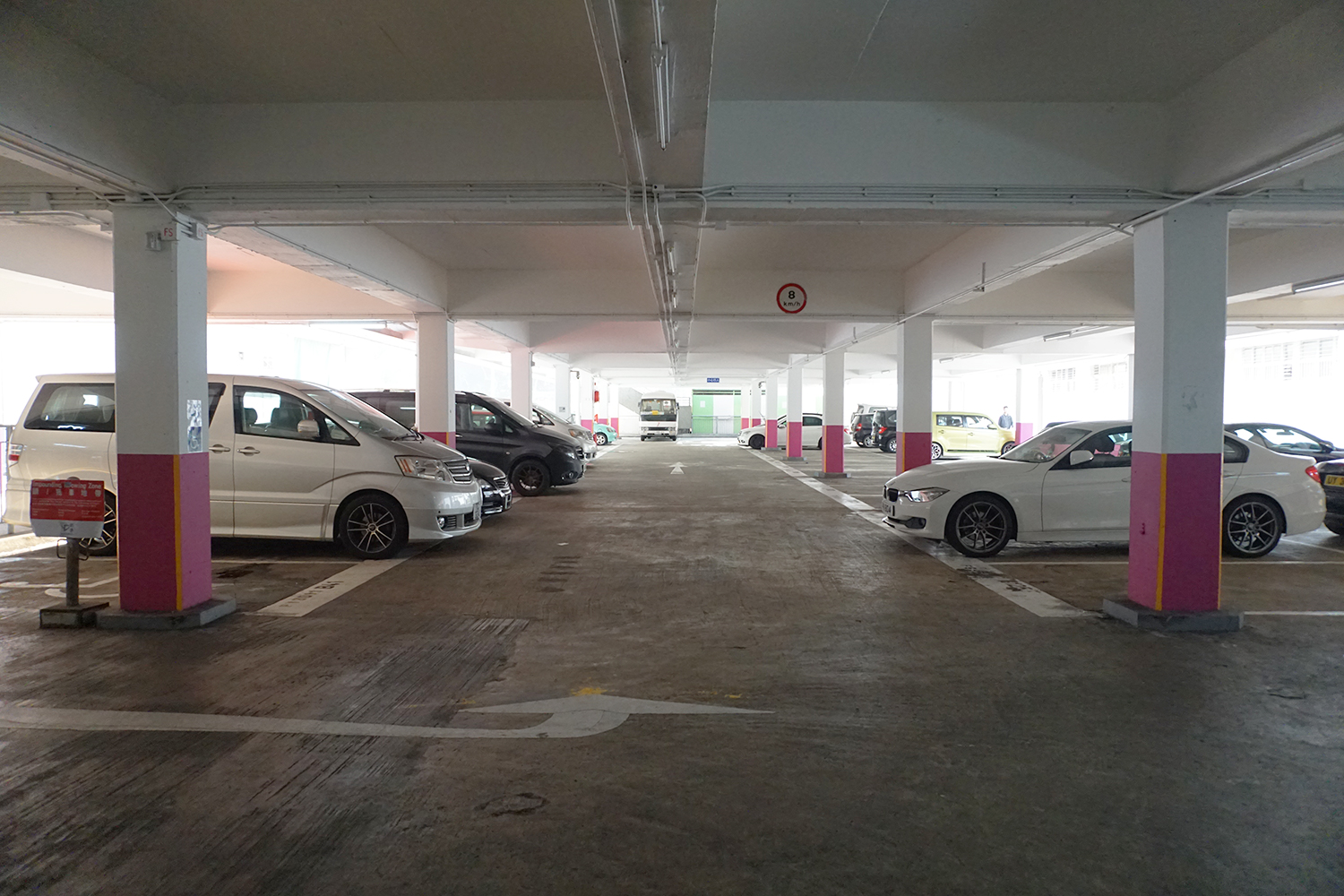
停車場

### 商業設施

#### 隆亨商場

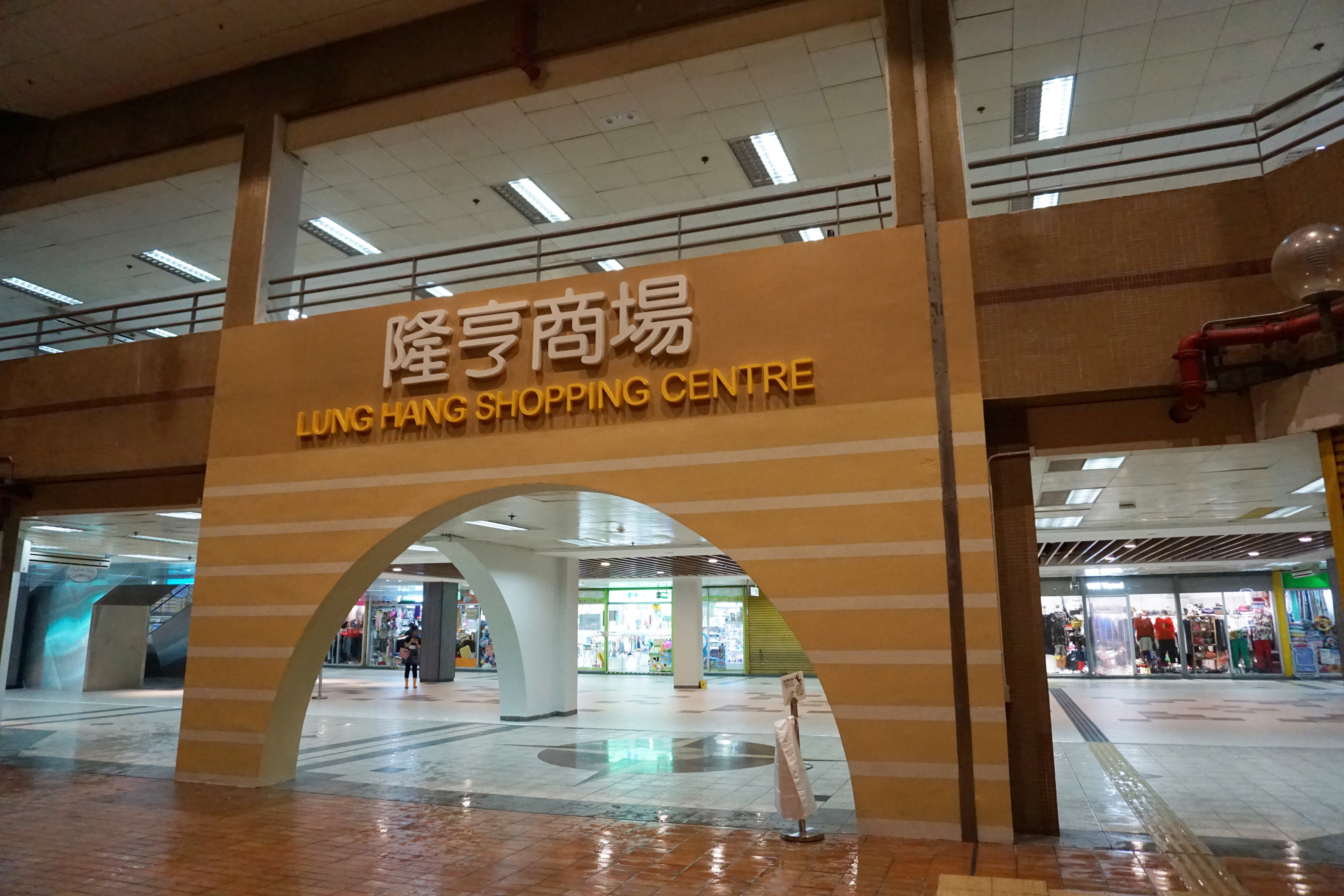
隆亨商場翻新後的拱門入口及地下商舖

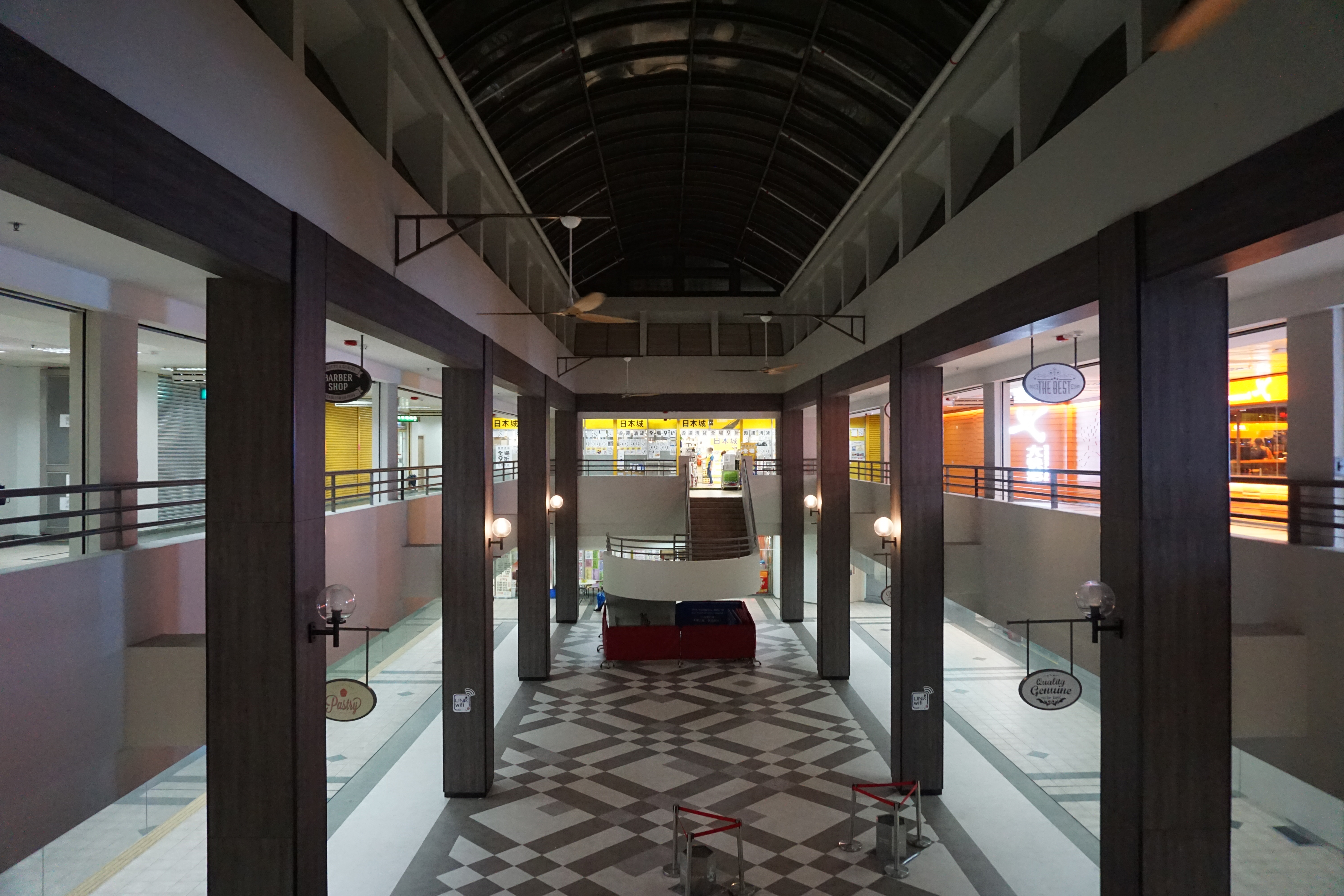
隆亨商場東面中庭

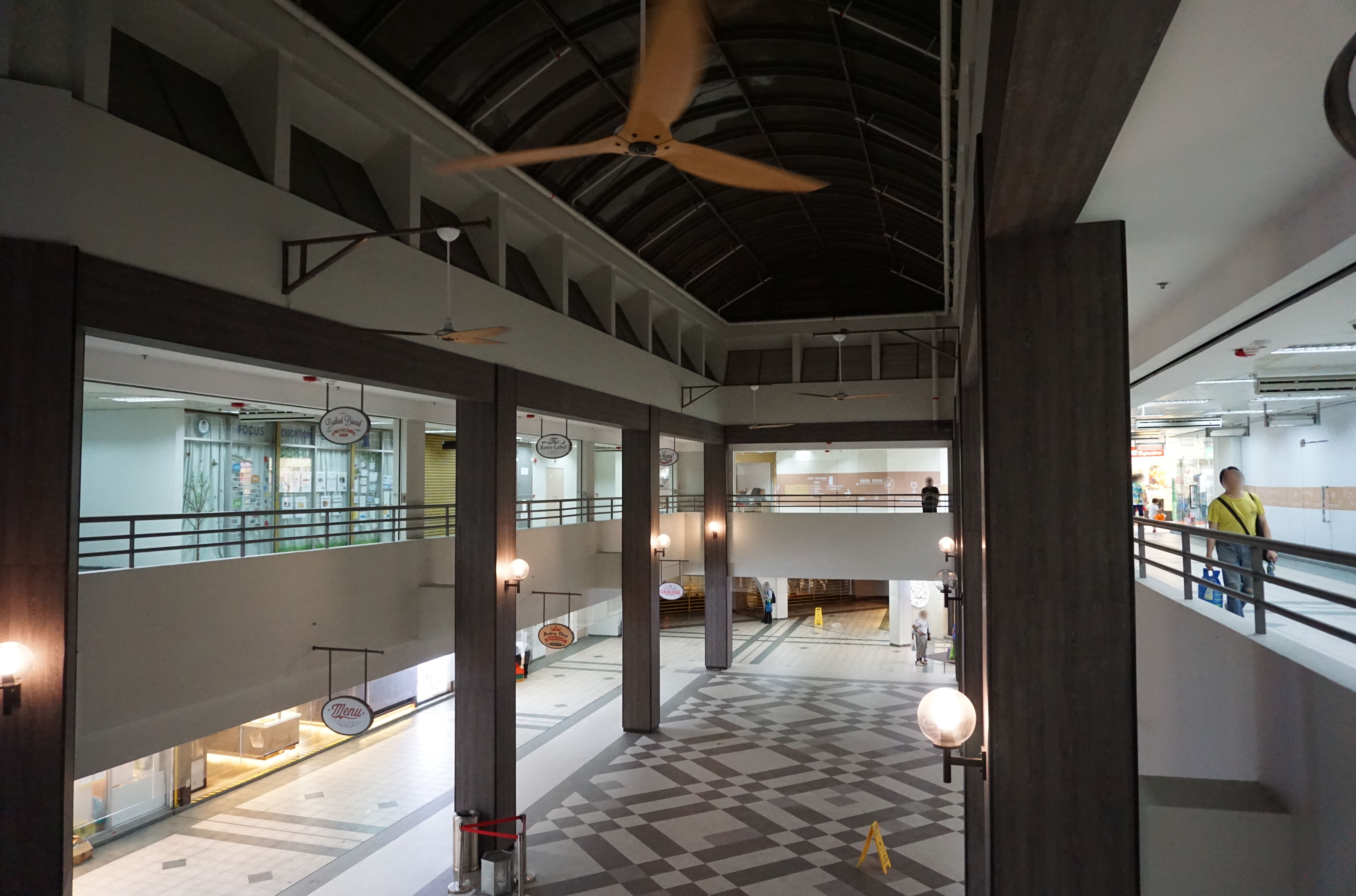
隆亨商場西面中庭

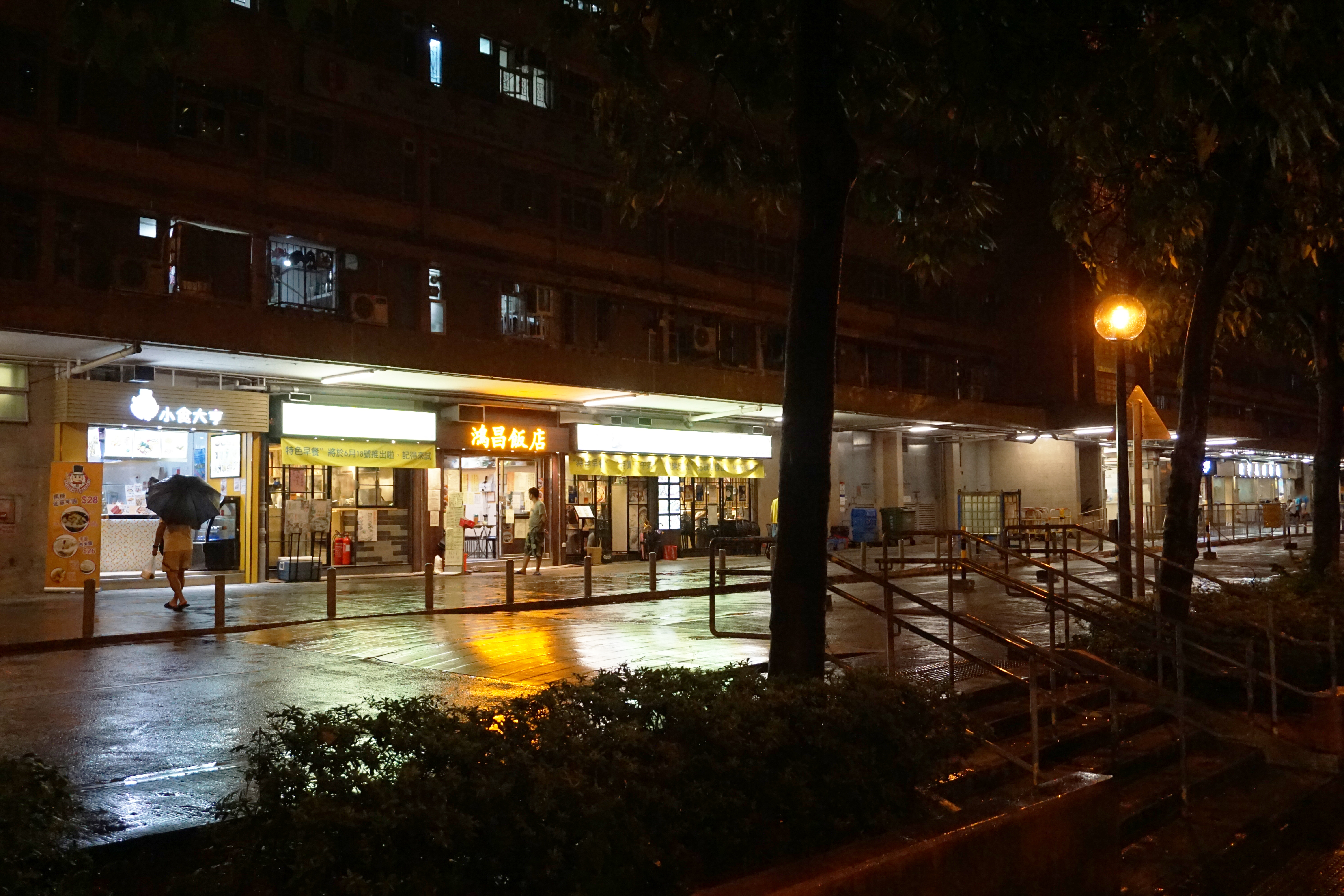
榮心樓地下商舖

隆亨邨內設有商場，命名為隆亨商場（前稱隆亨中心），與屋邨同於1983年落成，樓高兩層。商場與新翠邨的新翠商場設計相似，中庭設有園林，上面為透明拱頂作採光用。商場在1998年曾進行翻新工程。不過多年來園林保養欠佳，最後植物被移除，只剩下一片泥土。商場因「私有化」而被分拆出售移交領展房地產信託基金管理；2007年時領展將園林夷平。
現時商戶以小店為主，包括惠康超級市場、中國銀行、髮廊、錶行、眼鏡店、雜貨店、麵包店、文具店、理髮店、牙科醫生等。食肆包括福盈酒家、開業多年的隆亨花園餐廳及龍亨美而廉快餐店。2016年商場進行大規模翻新工程，隆亨花園餐廳於2016年5月27日暫時停業，原班人馬其後在榮心樓地舖重開，原址租予大快活。第二代怡苑海鮮酒家則永久結業。經過與惠康超級市場進行舖位對調工程後，第三代福盈酒家於2017年5月16日隆重開幕。到2019年4月，開業36年的龍亨美而廉快餐店結業。

#### 隆亨商場歷代酒樓
|   | 中文名稱     | 英文名稱              | 營業年期              | 備註                                         |
| - | ------------ | --------------------- | --------------------- | -------------------------------------------- |
| 1 | 隆亨大酒樓   | Lung Hang Restaurant  | 1980年代－2007年      | 2006年領展接管商場物業管理 商場第1次翻新結業 |
| 2 | 怡苑海鮮酒家 | Yee Yuen Restaurant   | 2008年－2016年5月12日 | 商場第2次翻新結業                            |
| 3 | 福盈酒家     | Rich Forex Restaurant | 2017年5月16日至今     | 2016年領展調整商舖面積，並遷移至一樓         |

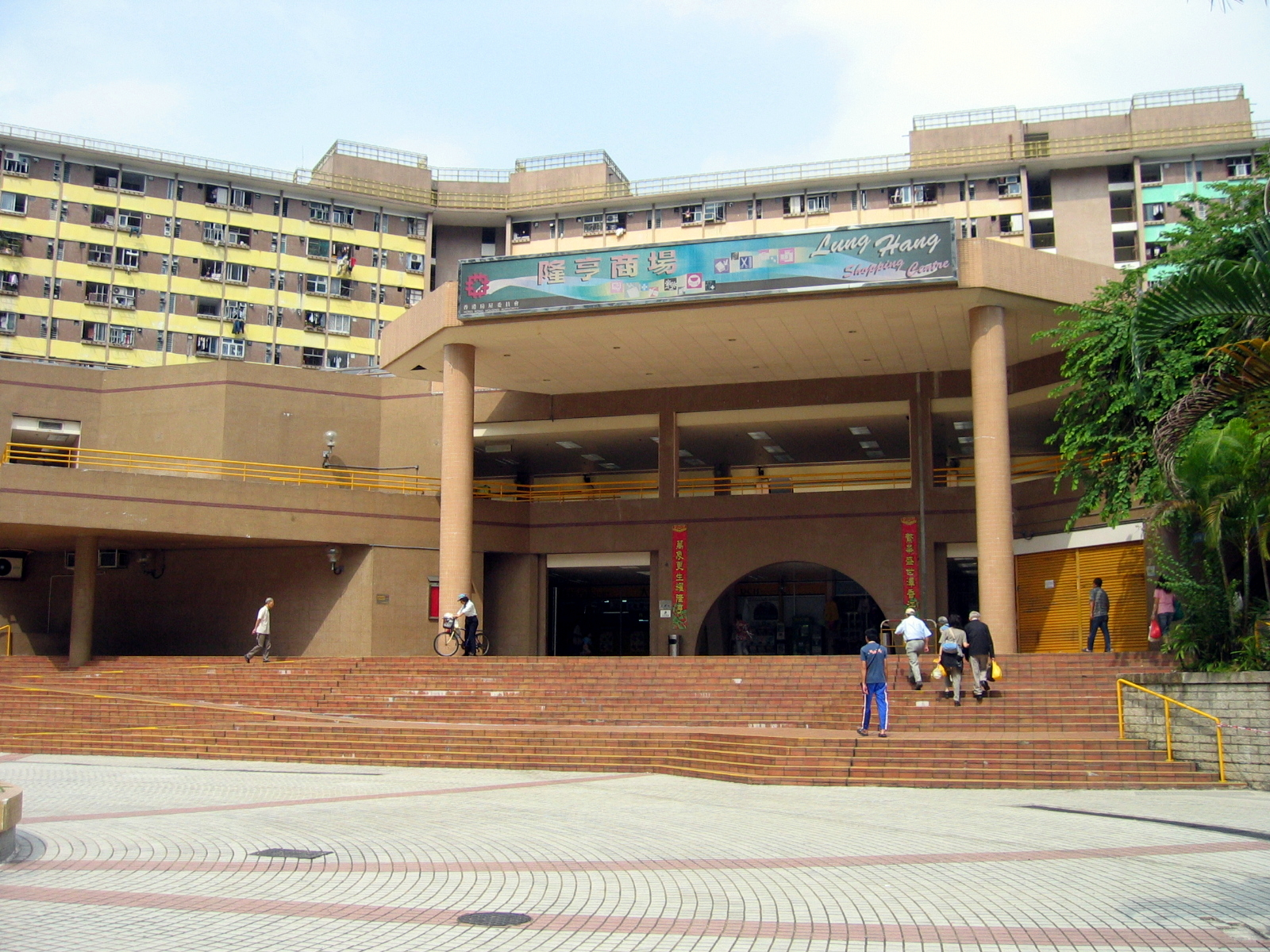
隆亨商場外觀（2006年）
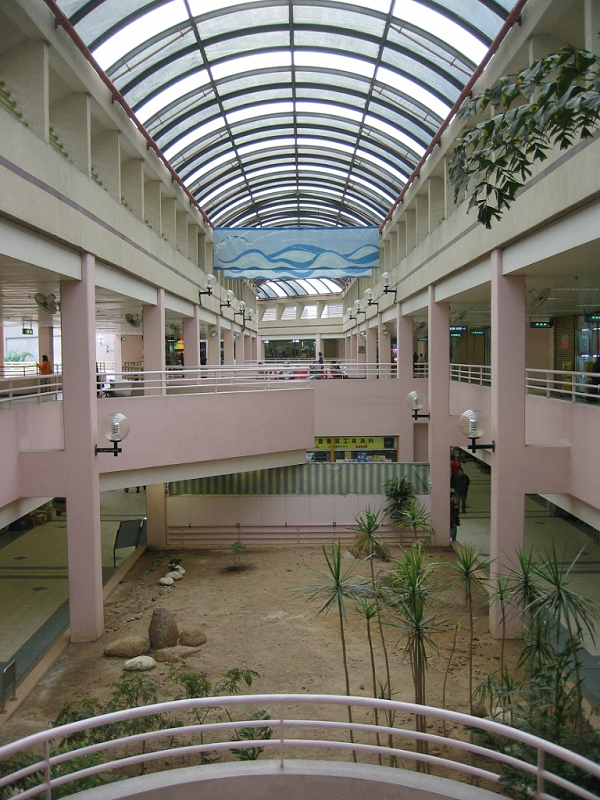
2006年隆亨商場中庭園林，當時只剩下一片泥土
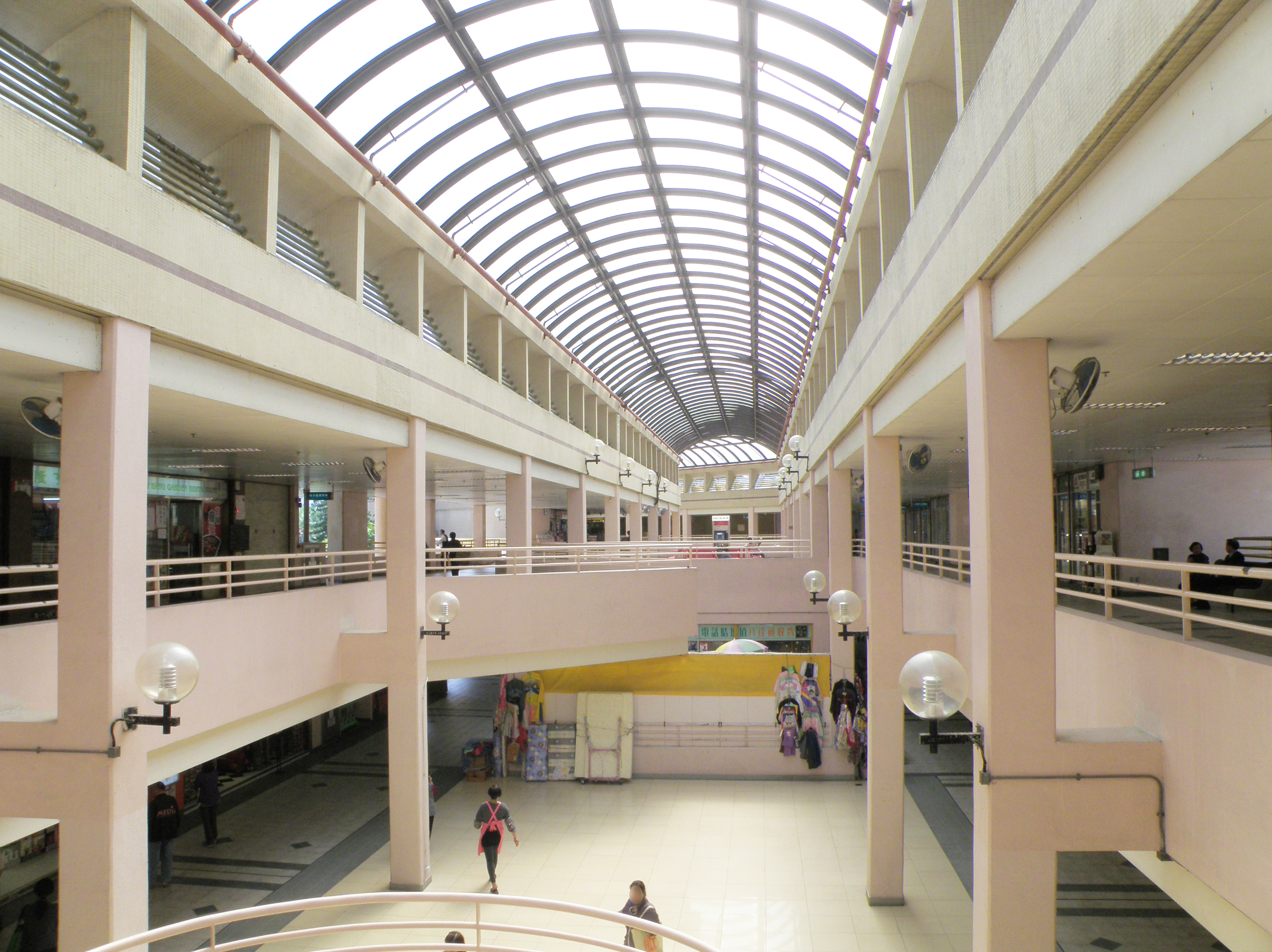
2015年隆亨商場中庭，園林已消失
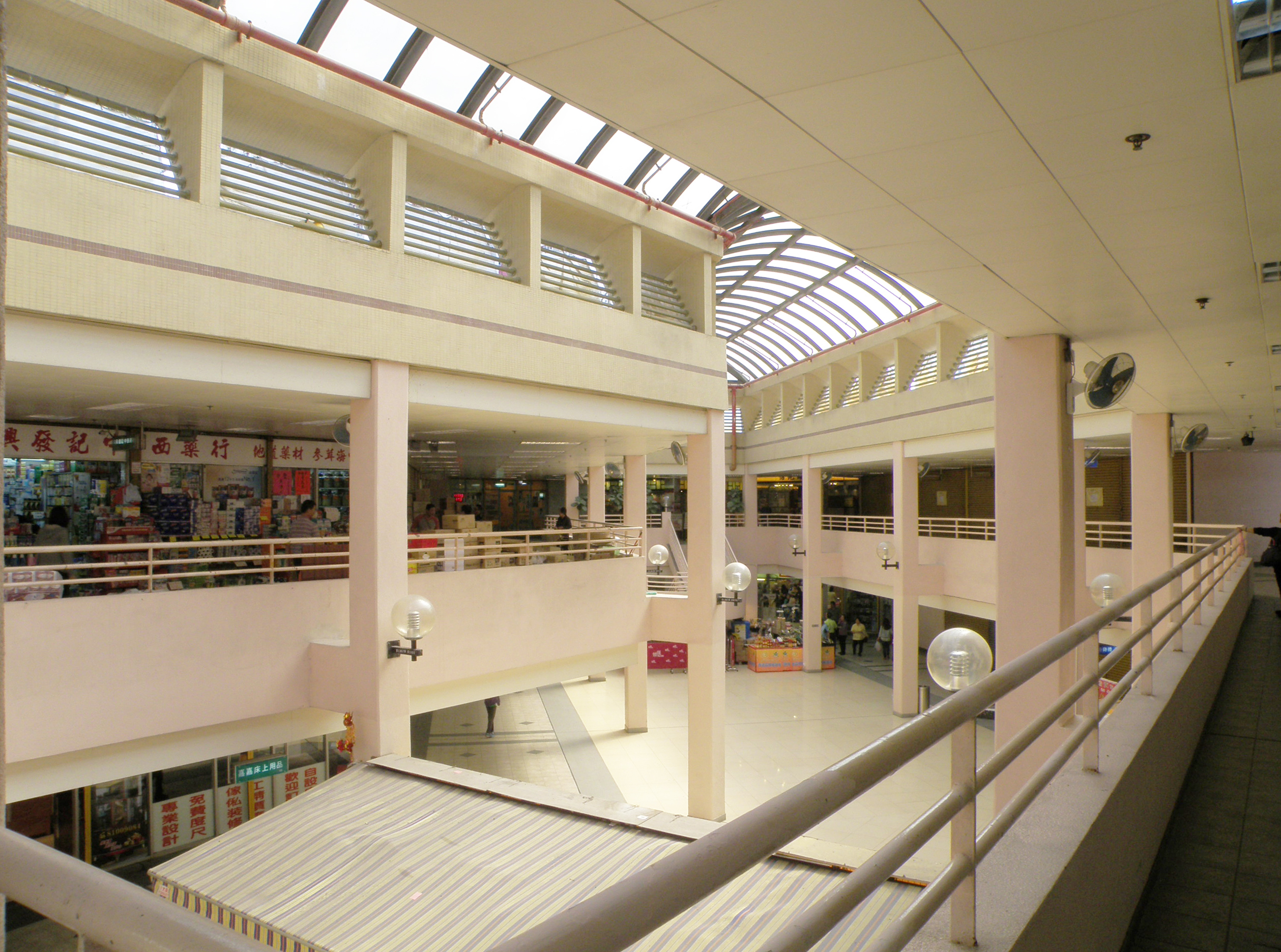
翻新前的隆亨商場西面二樓
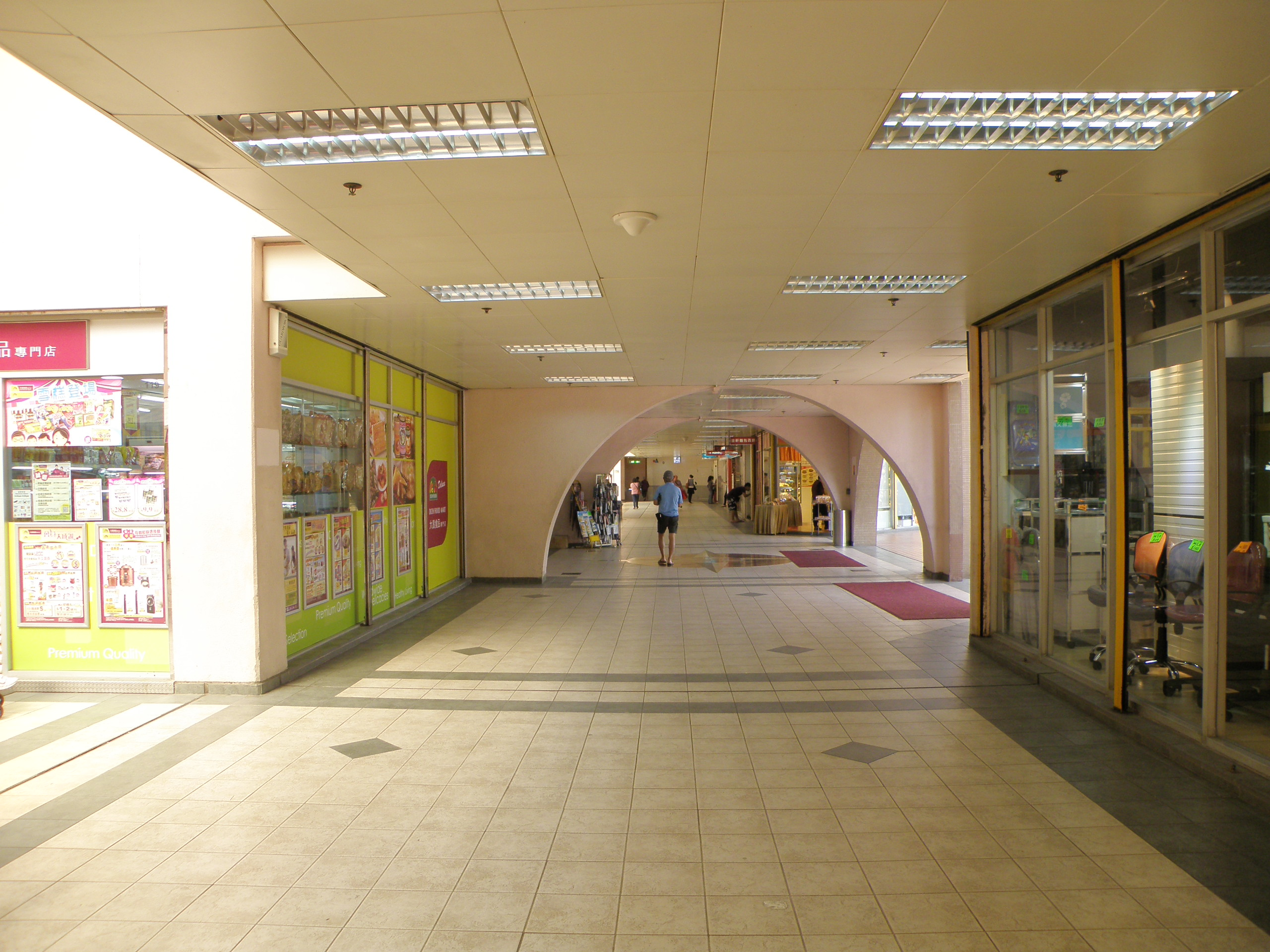
翻新前的隆亨商場西面一樓，圖左為於1999年9月開業的大昌食品，已於2016年初結業

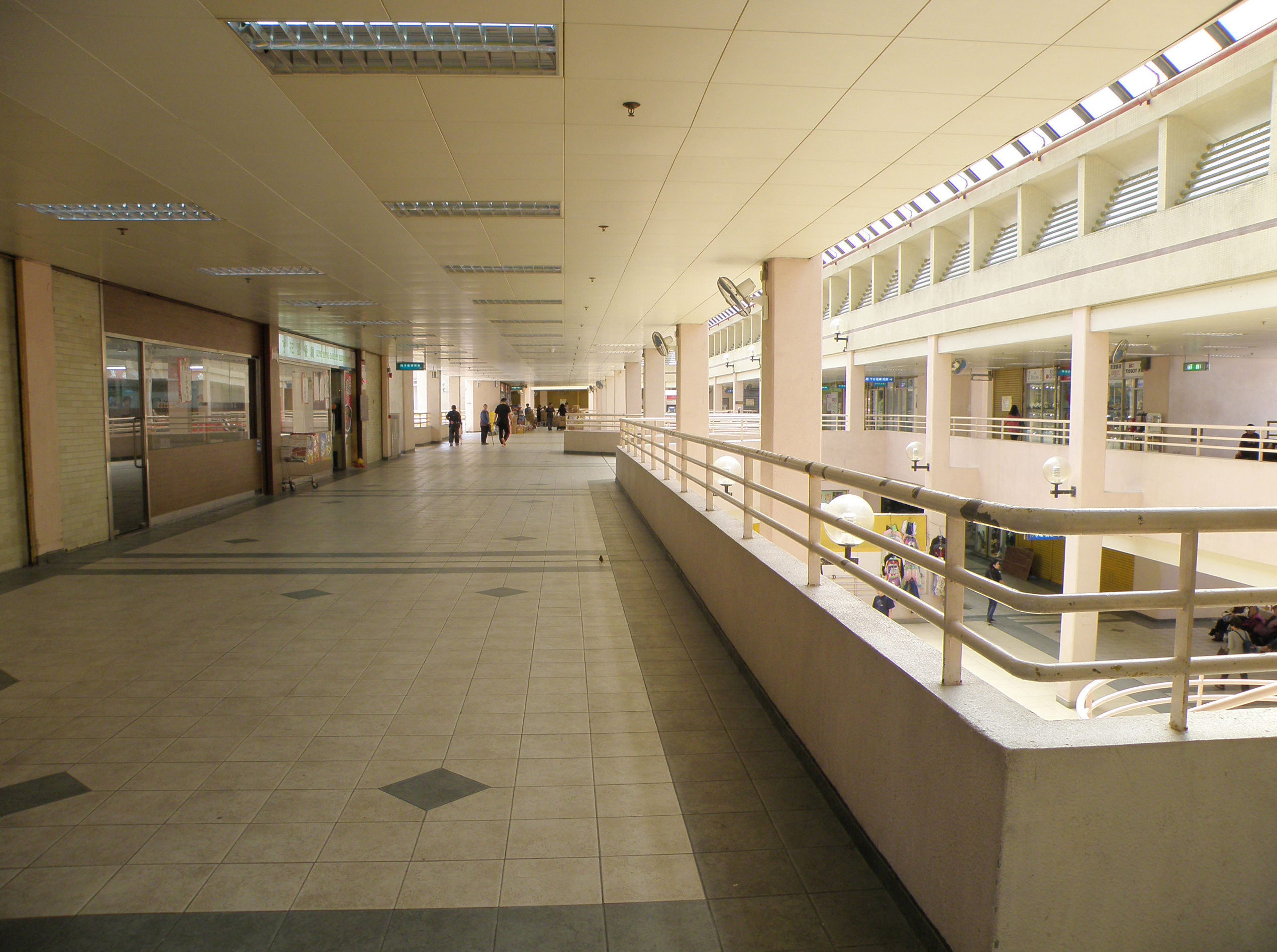
2015年的隆亨商場東面二樓，圖左為隆亨花園餐廳
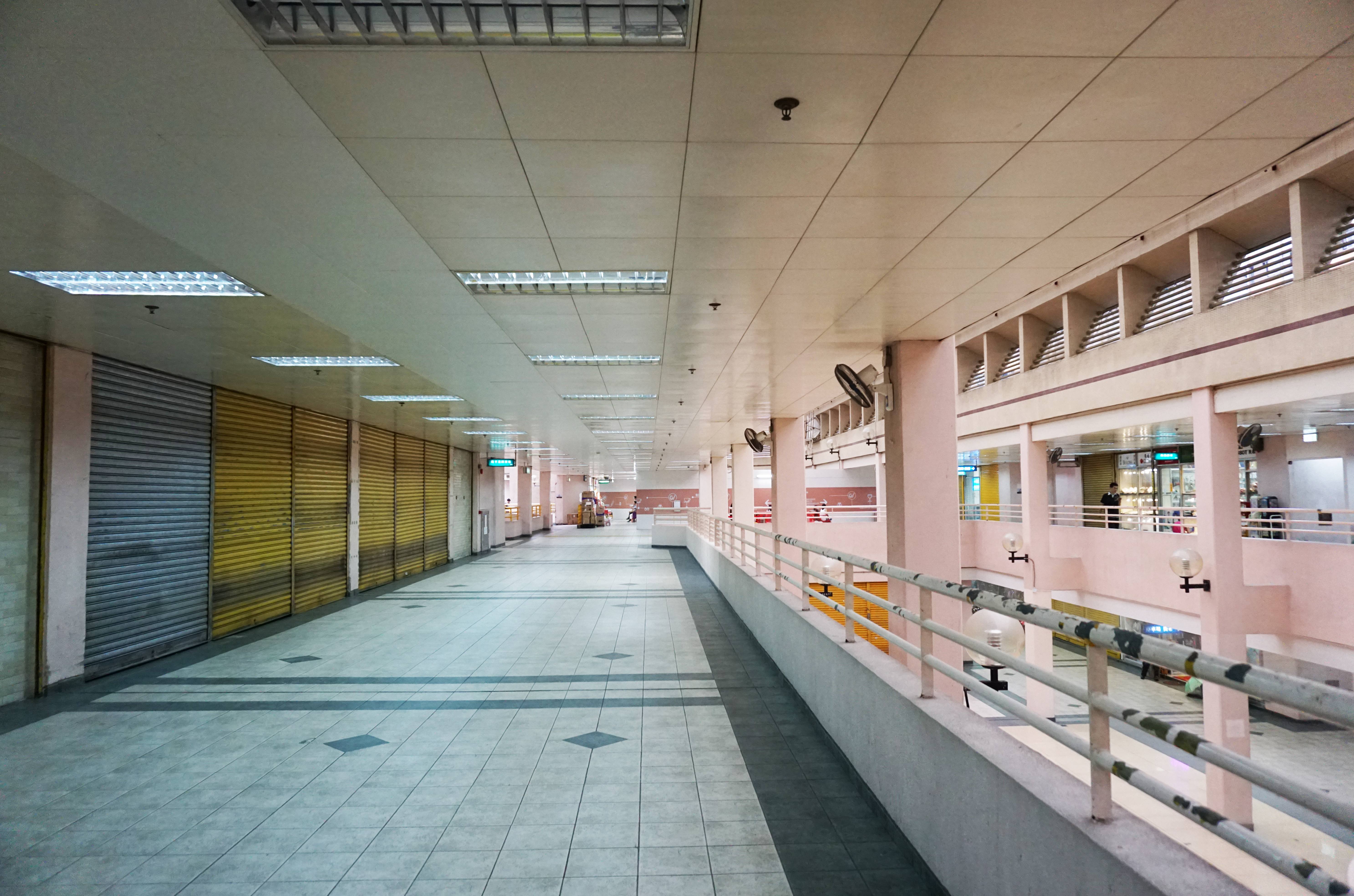
2016年的隆亨商場東面二樓，隆亨花園餐廳暫時停業，其後遷往榮心樓地下
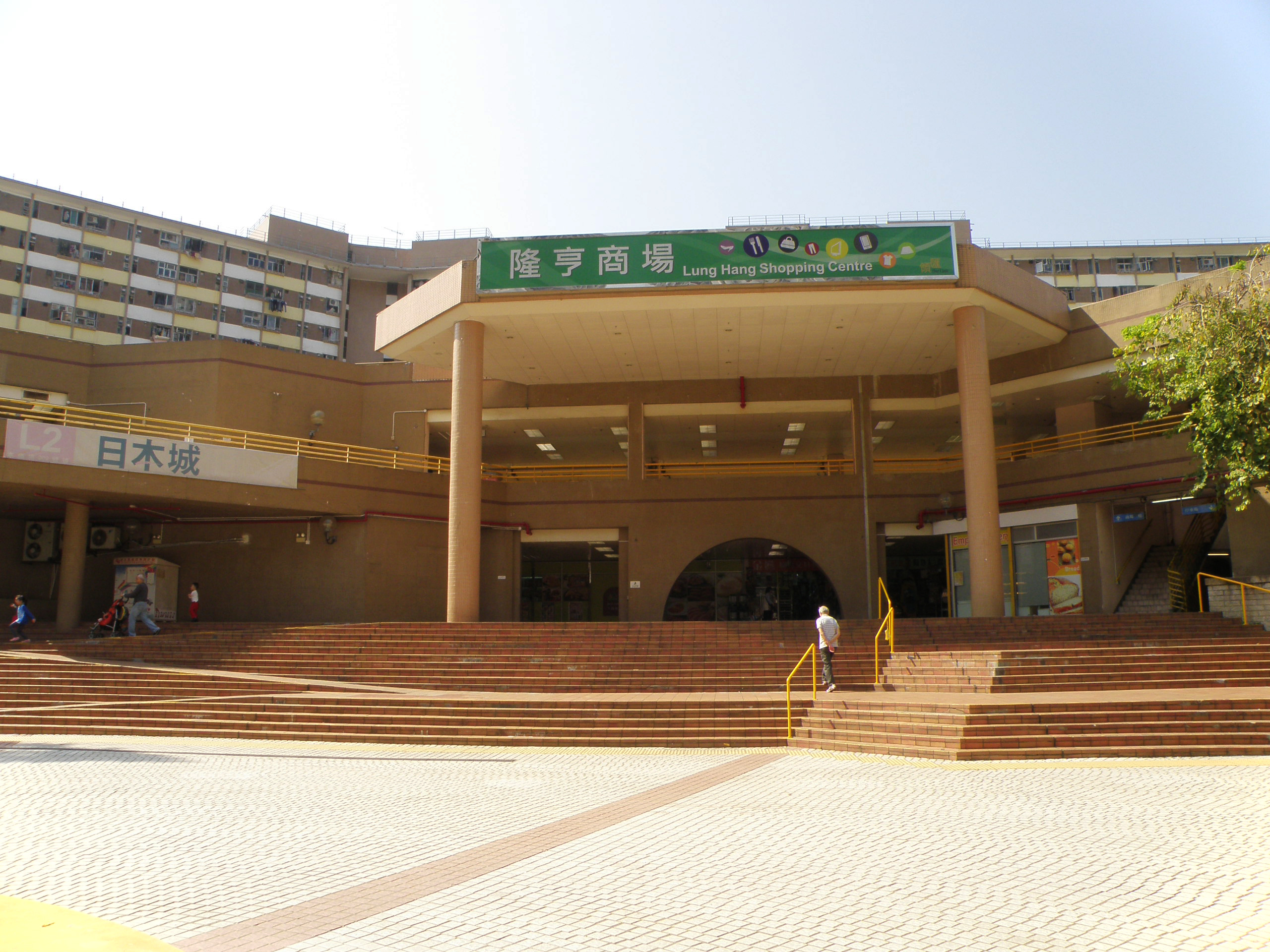
隆亨商場外觀（2015年）
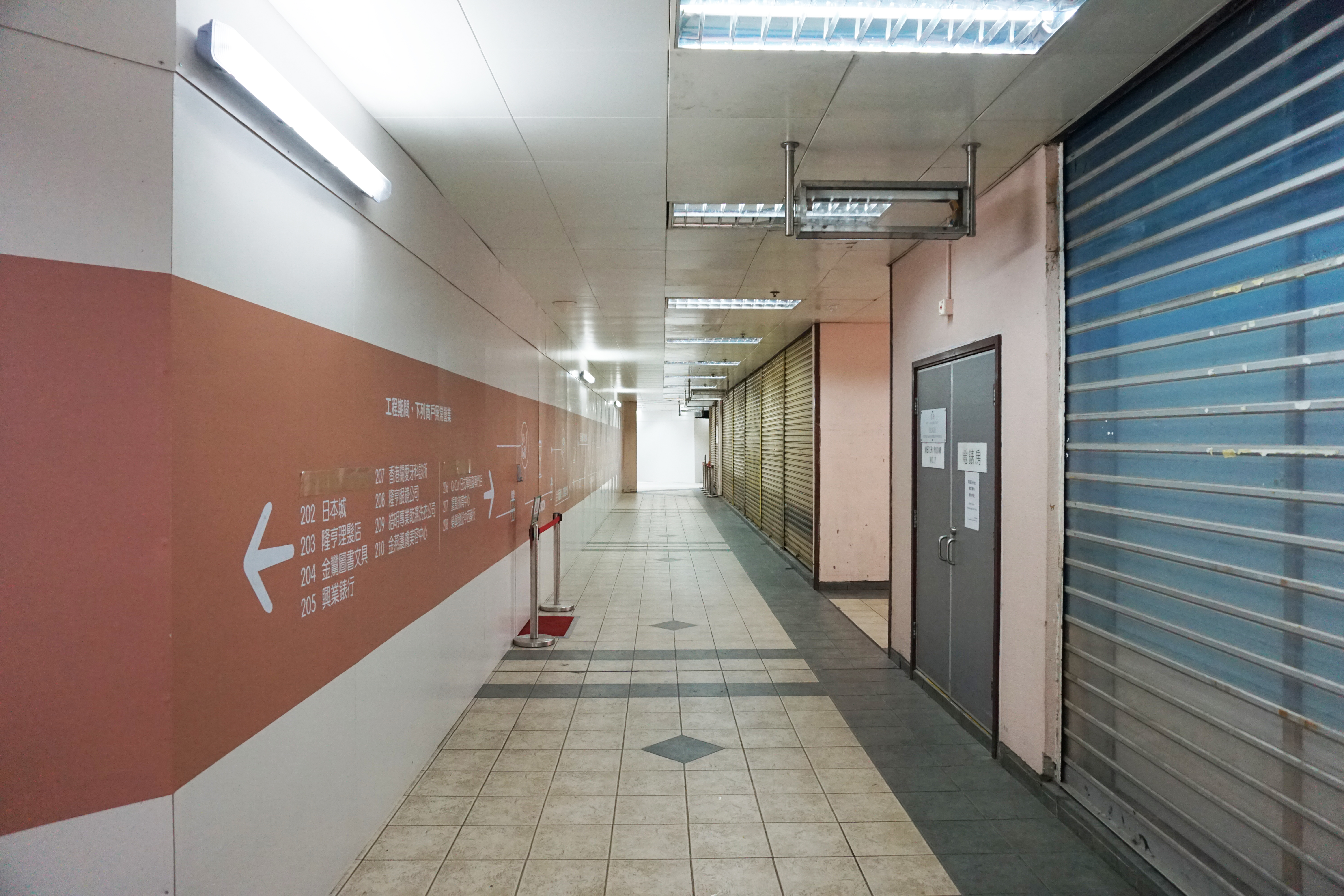
隆亨商場西面二樓翻新工程
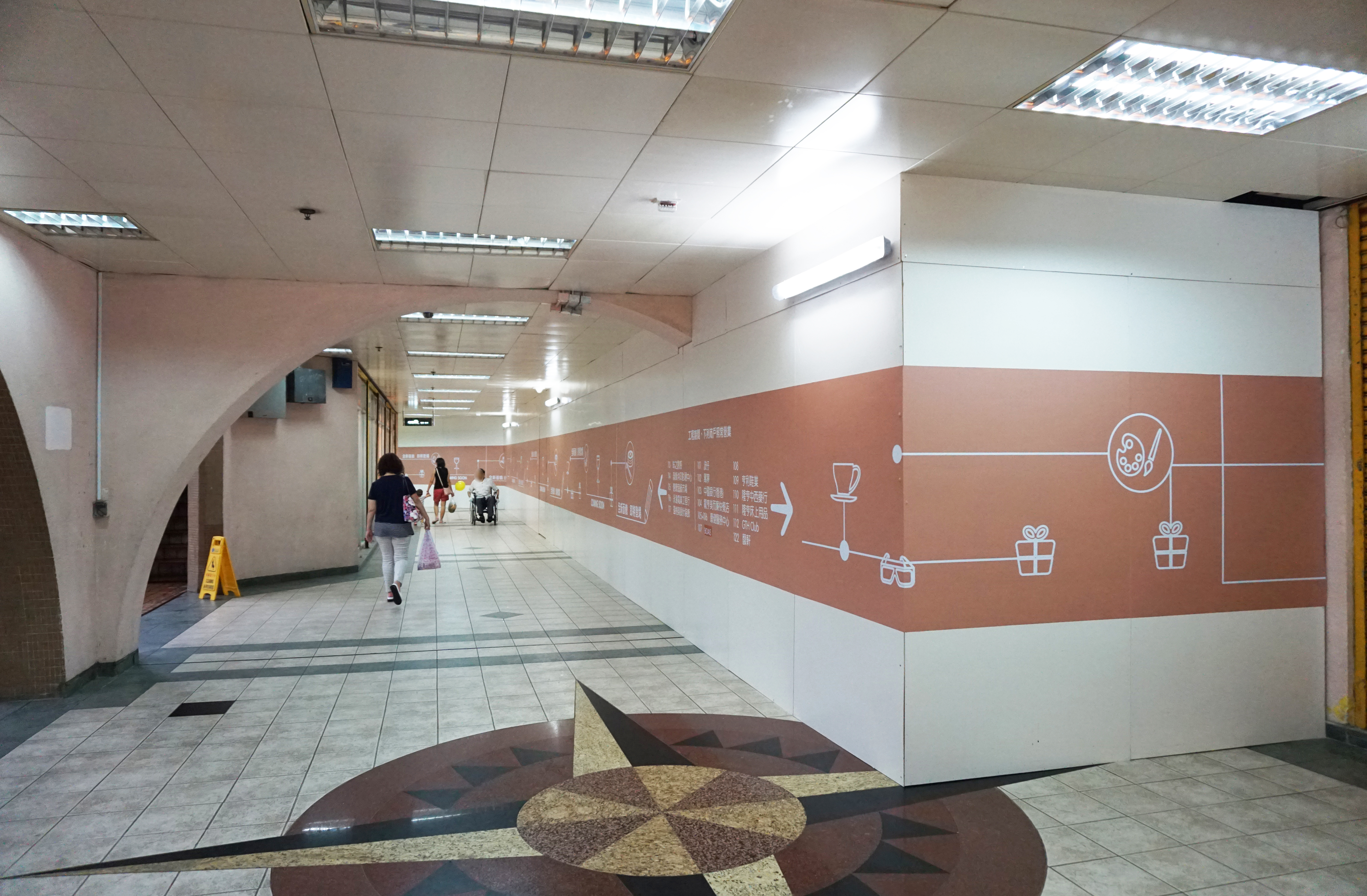
隆亨商場西面一樓翻新工程

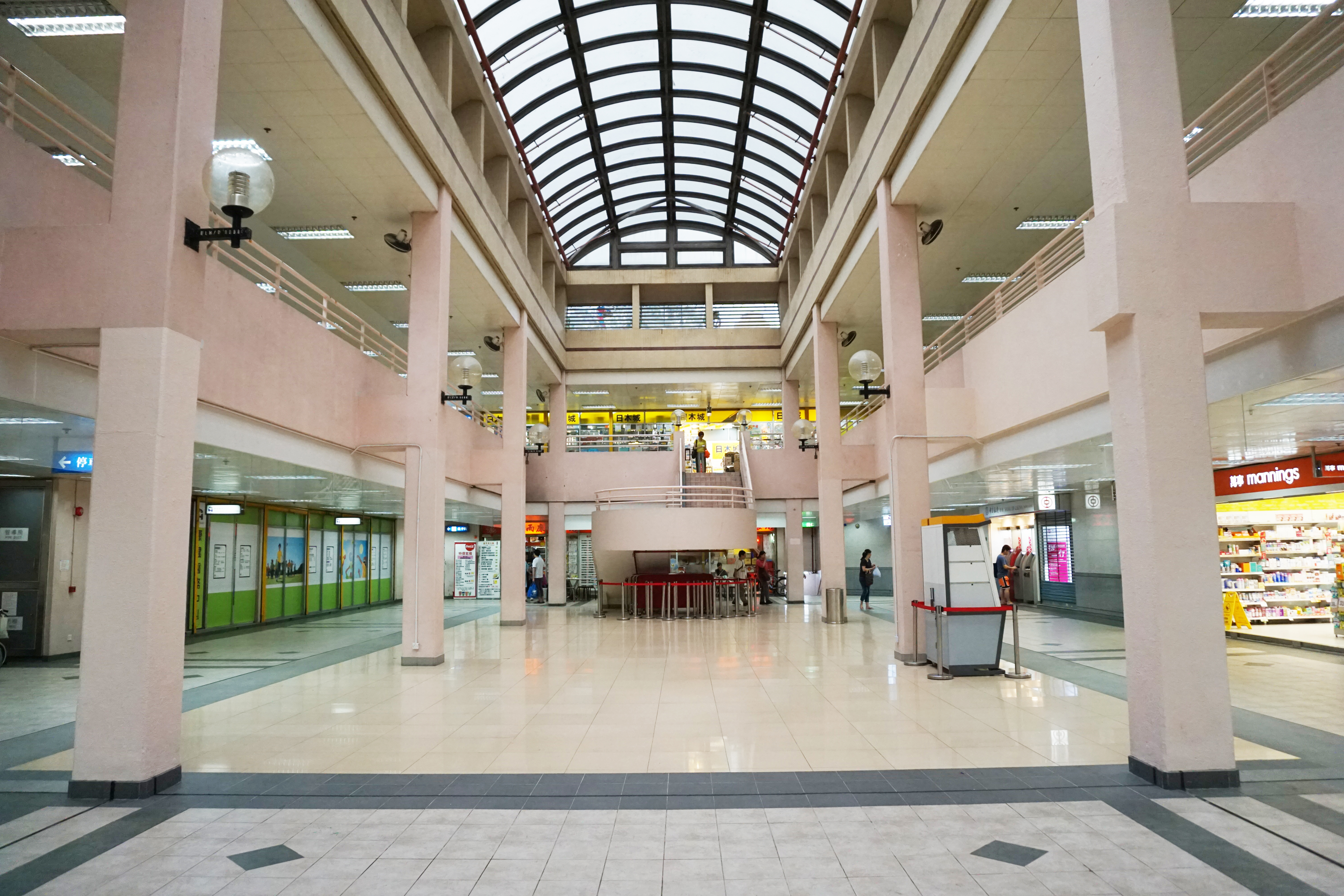
隆亨商場東面
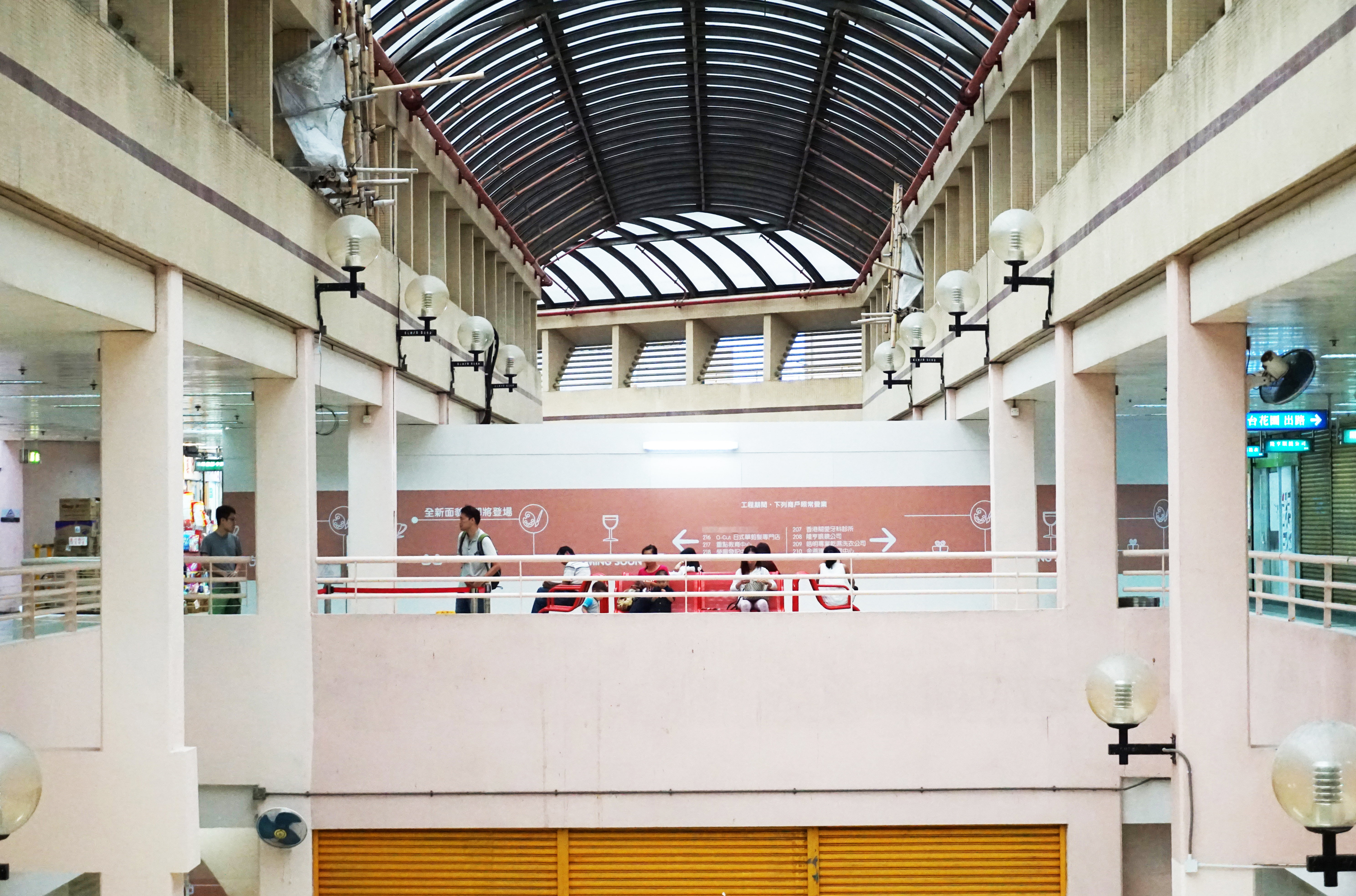
2016年初，隆亨商場率先於西面進行翻新工程，圖為二樓情況
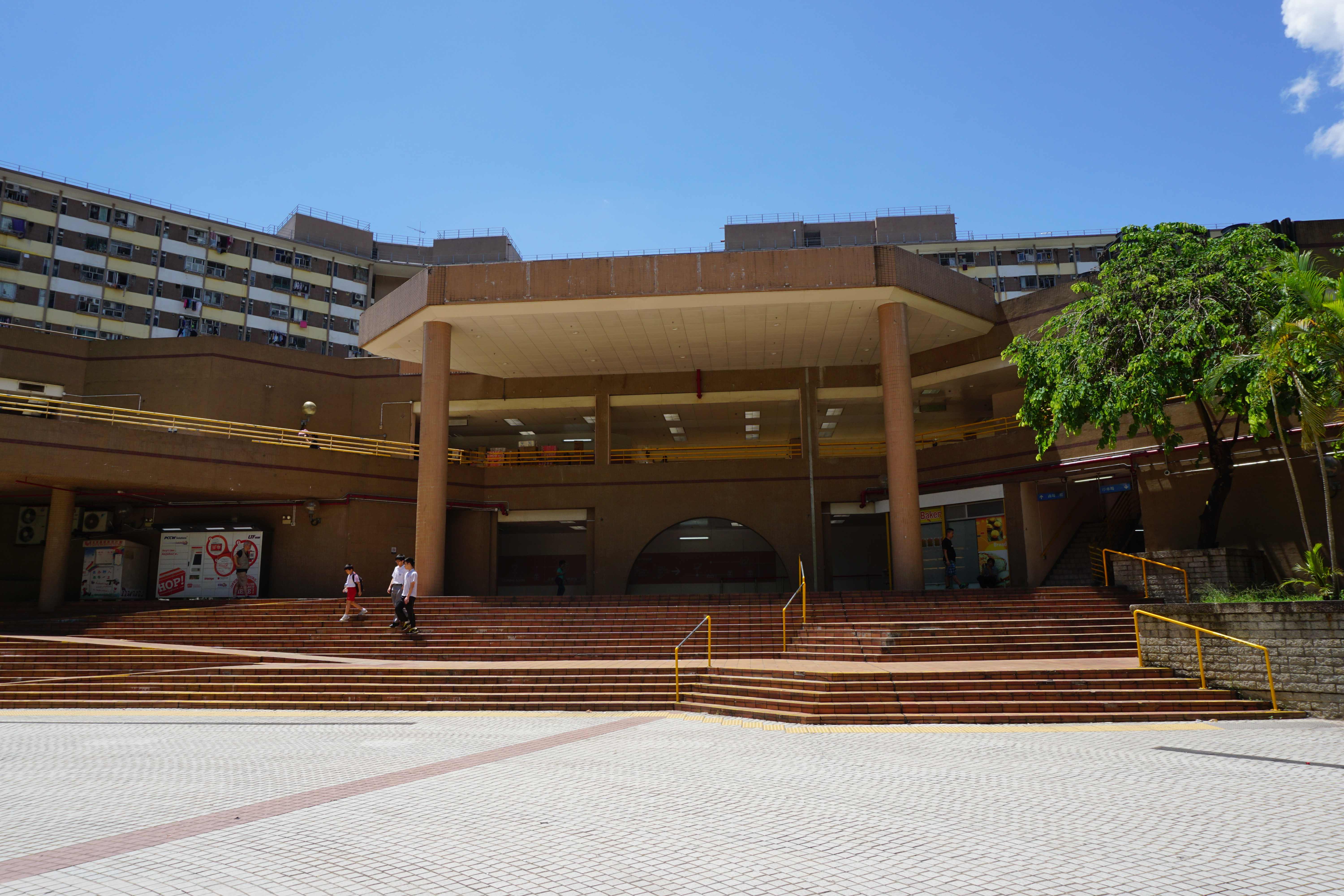
隆亨商場外觀（2016年）

#### M.C. BOX 隆亨市集

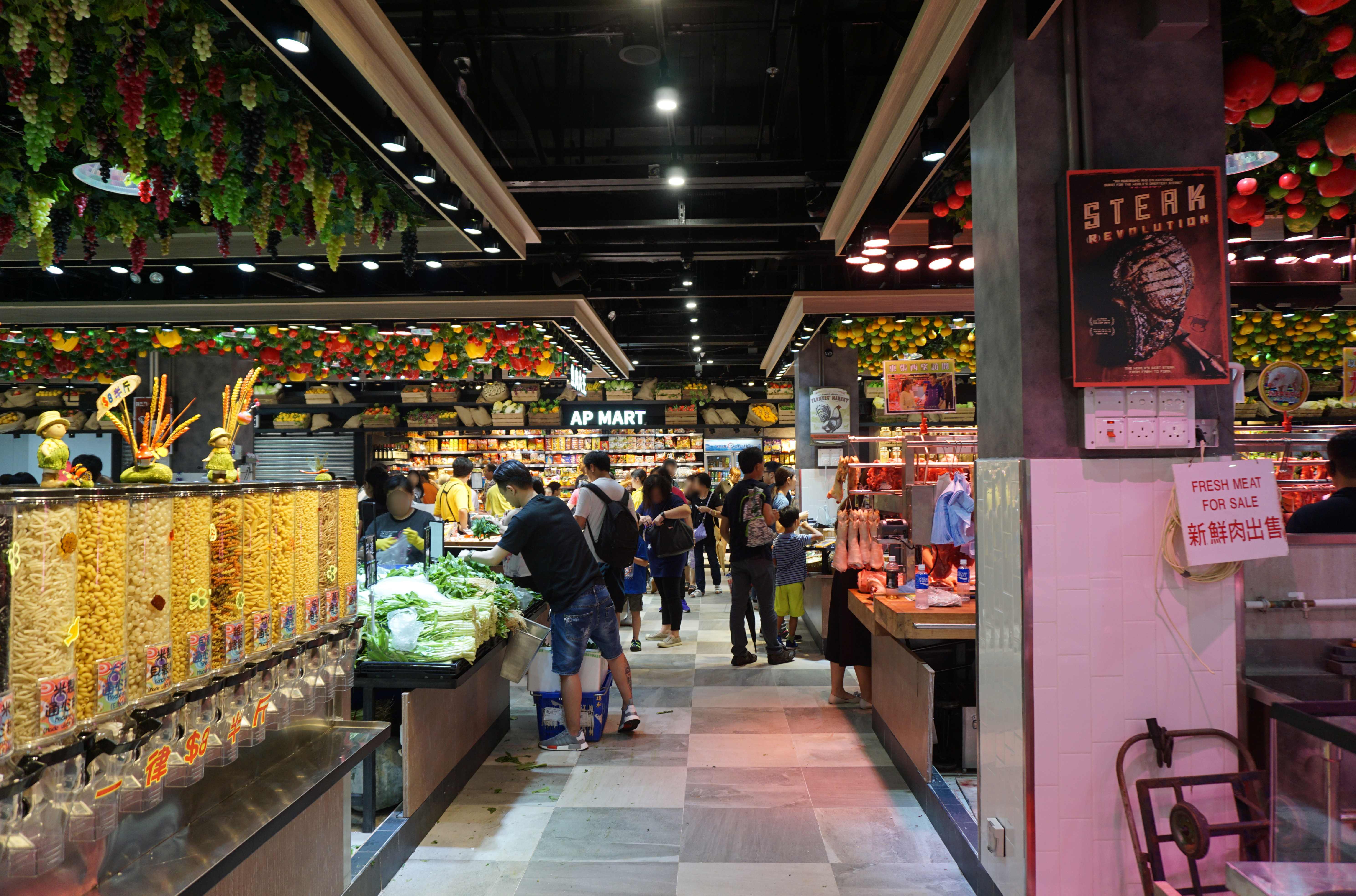
隆亨市集 M.C.BOX市集內以蔬果樂園為主題，天花用上18種、超過1萬5千個蔬果做點綴

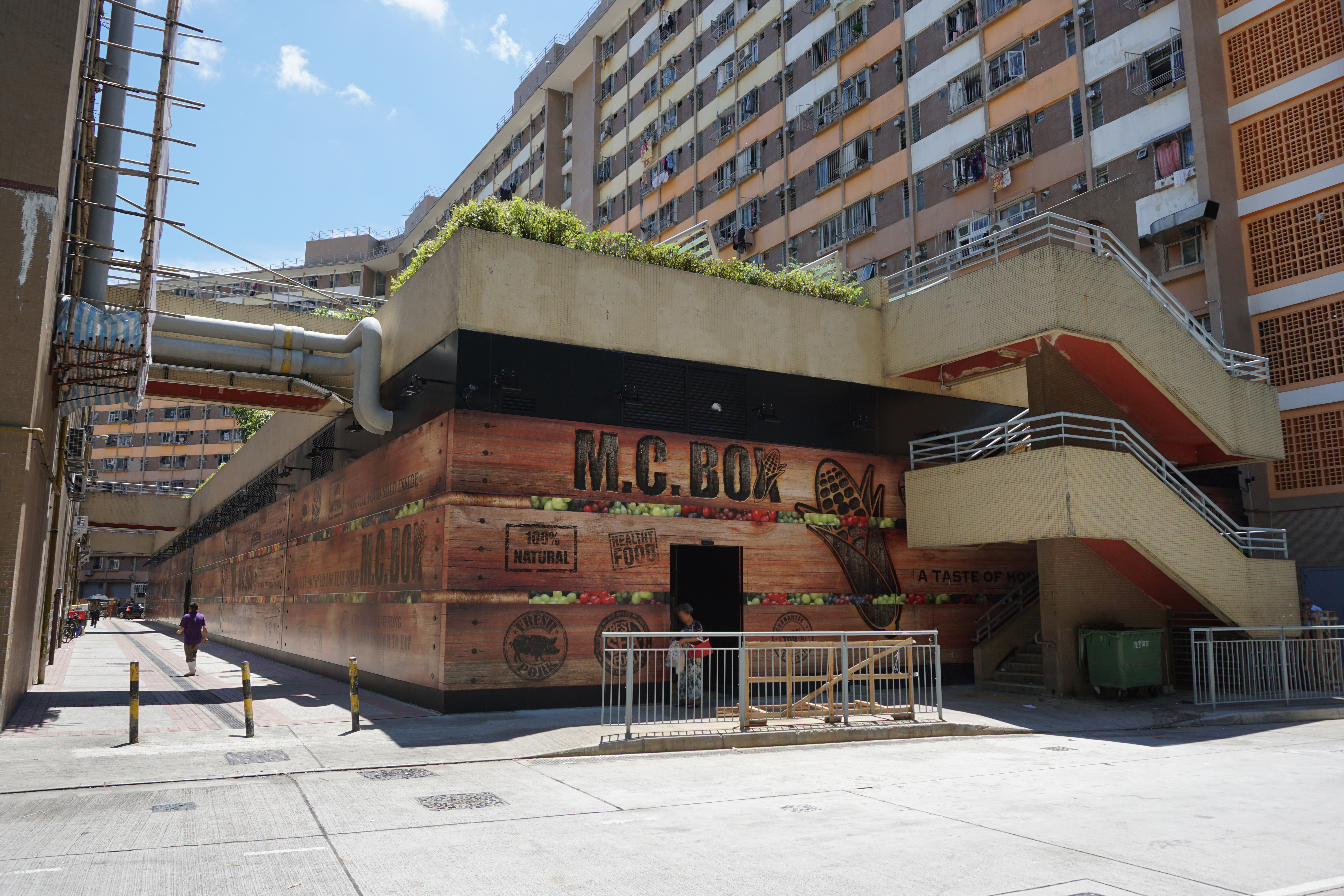
隆亨市集 M.C.BOX外觀，像一個裝滿新鮮蔬果的木箱

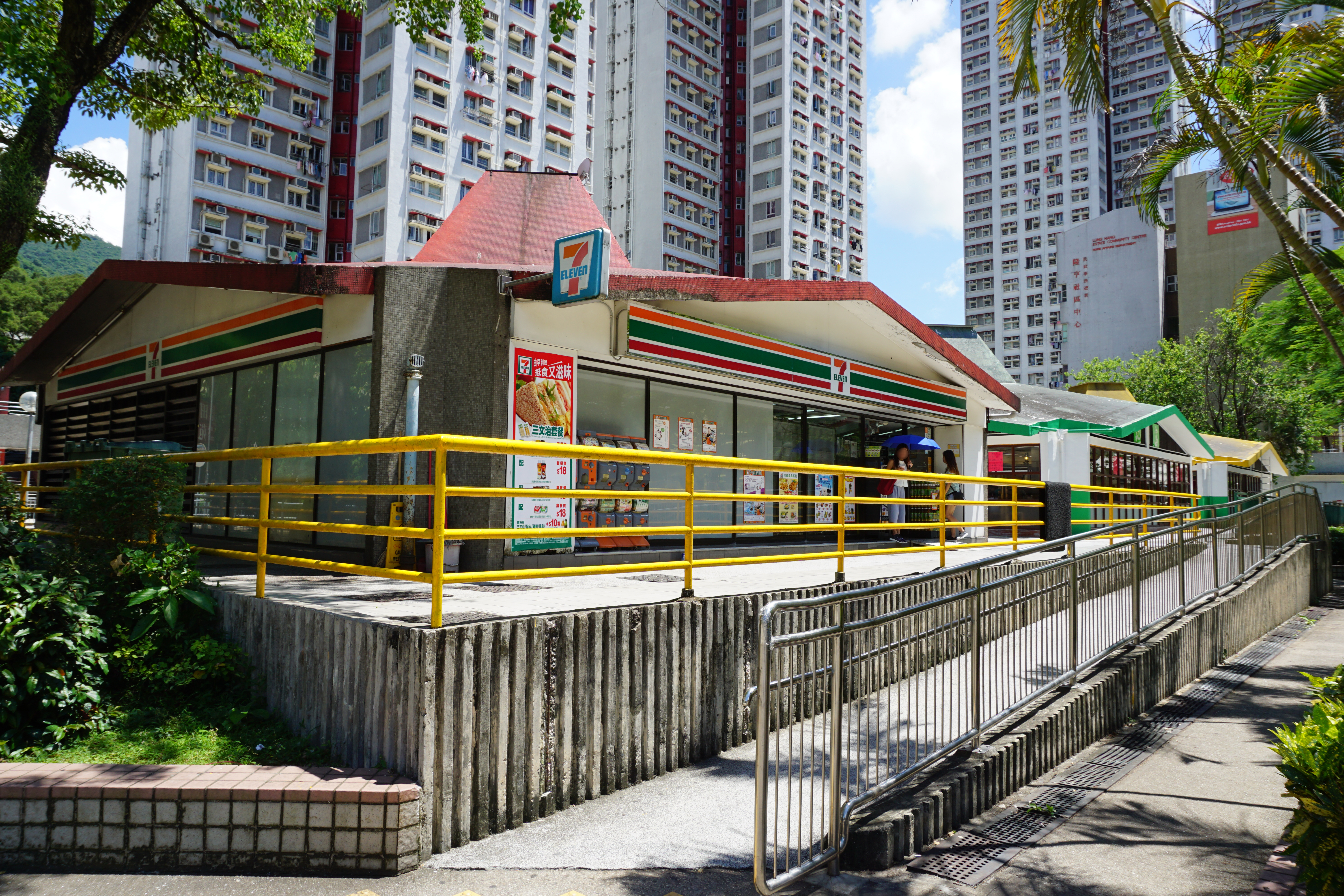
隆亨邨冬菇亭，左起為7-11便利店及兩間已增設冷氣的大排檔

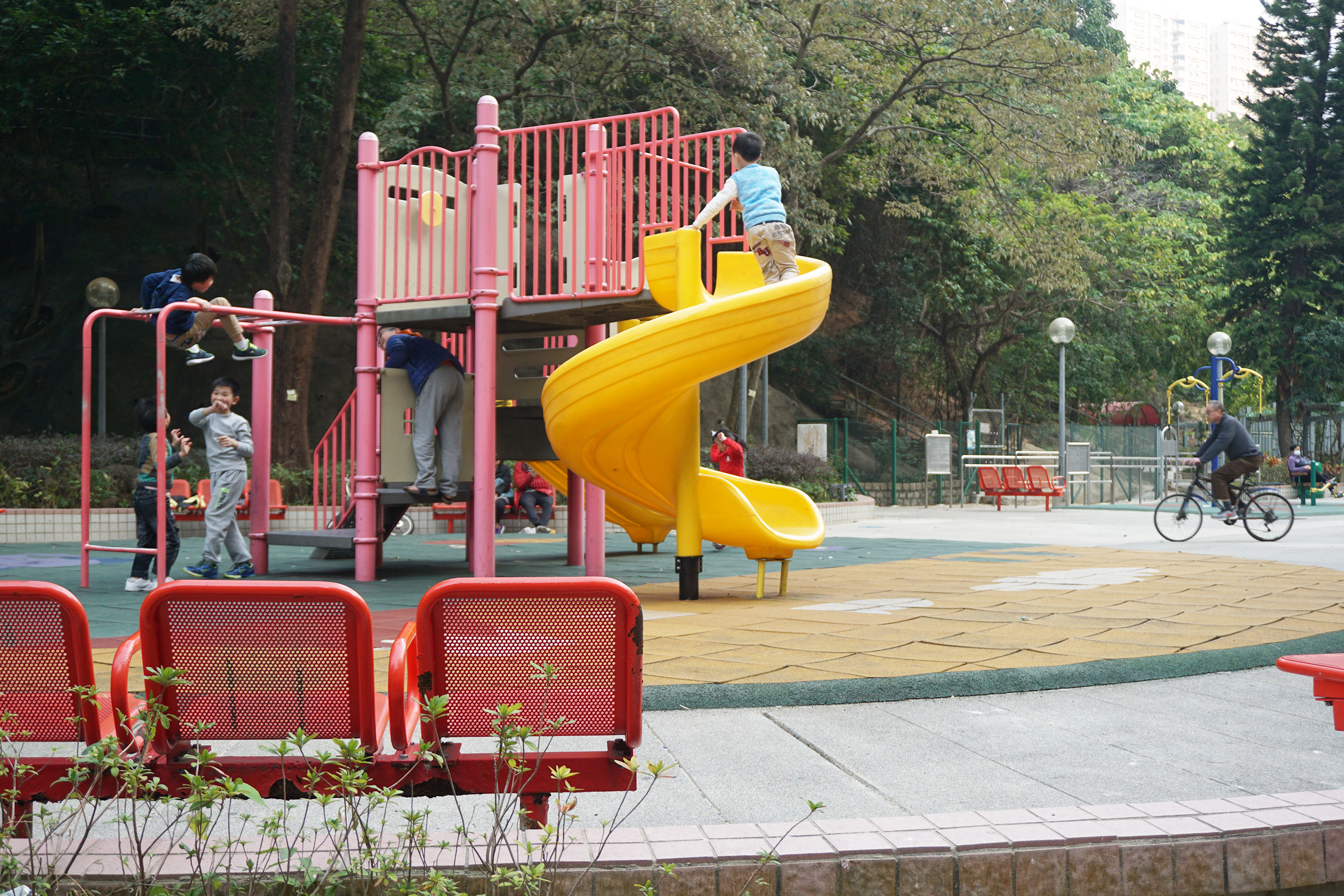
滑梯、卵石路步行徑及健體區

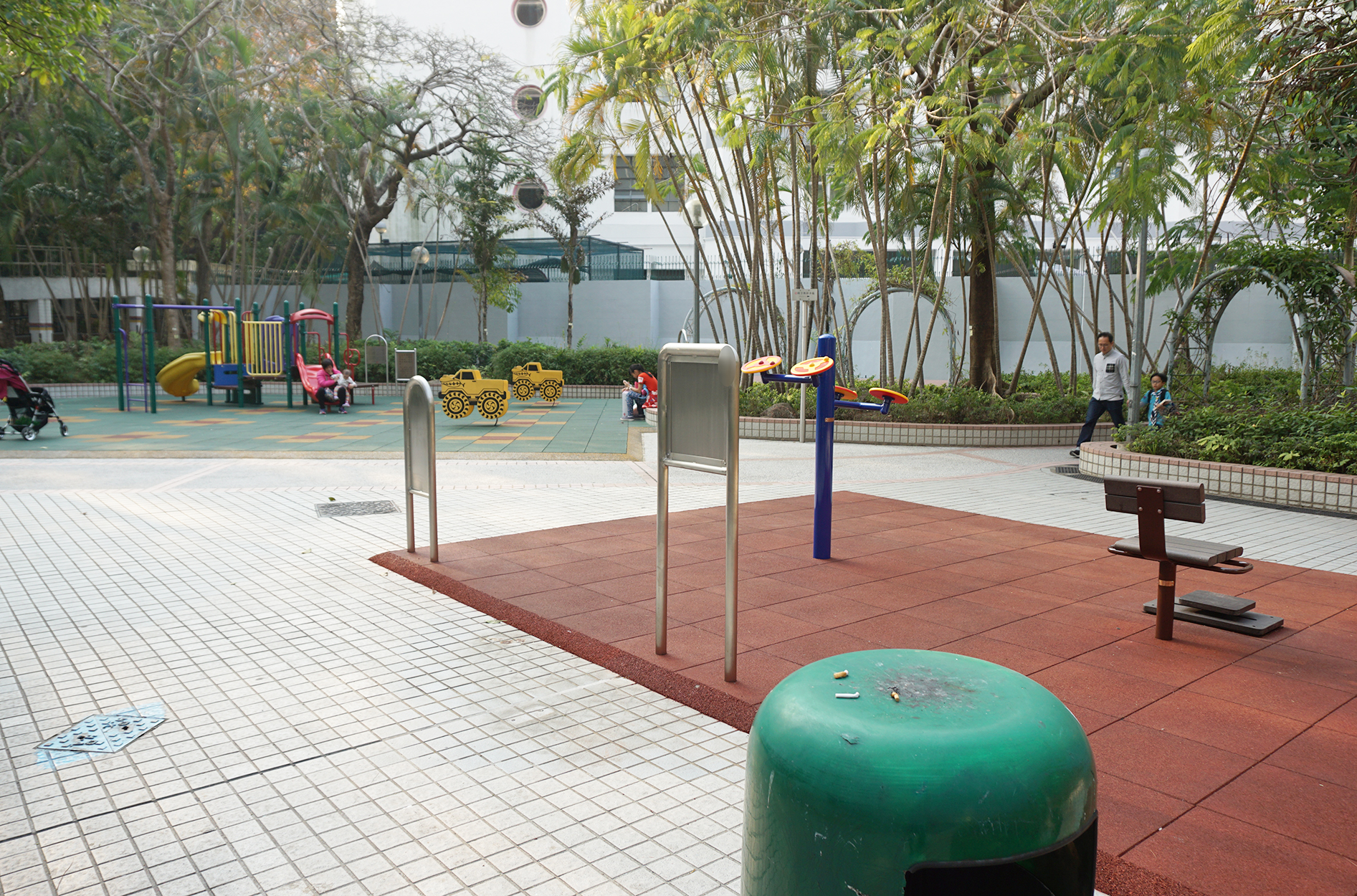
健體區（2）及彈簧椅，健體區位置曾為滾軸溜冰場

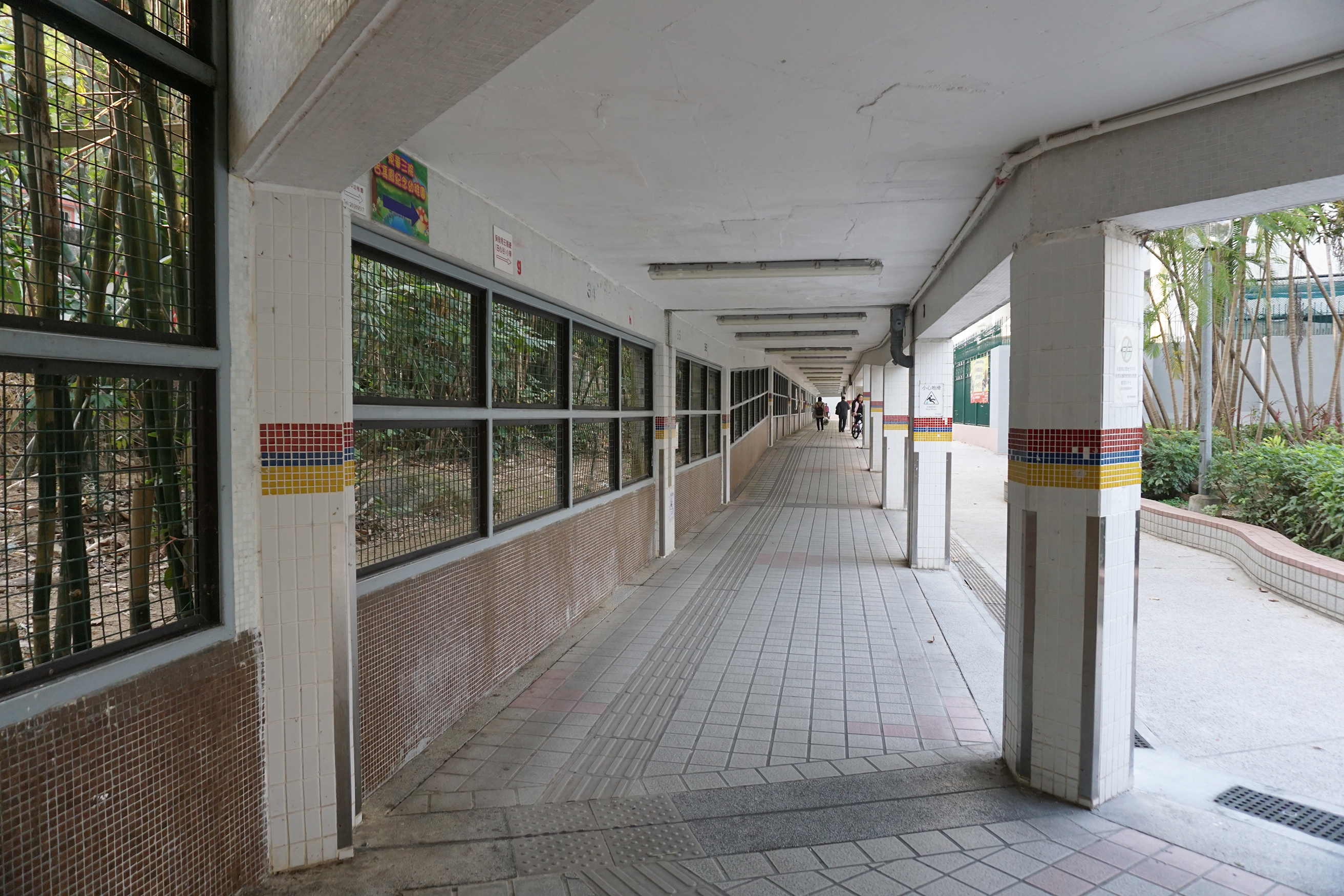
有蓋行人通道

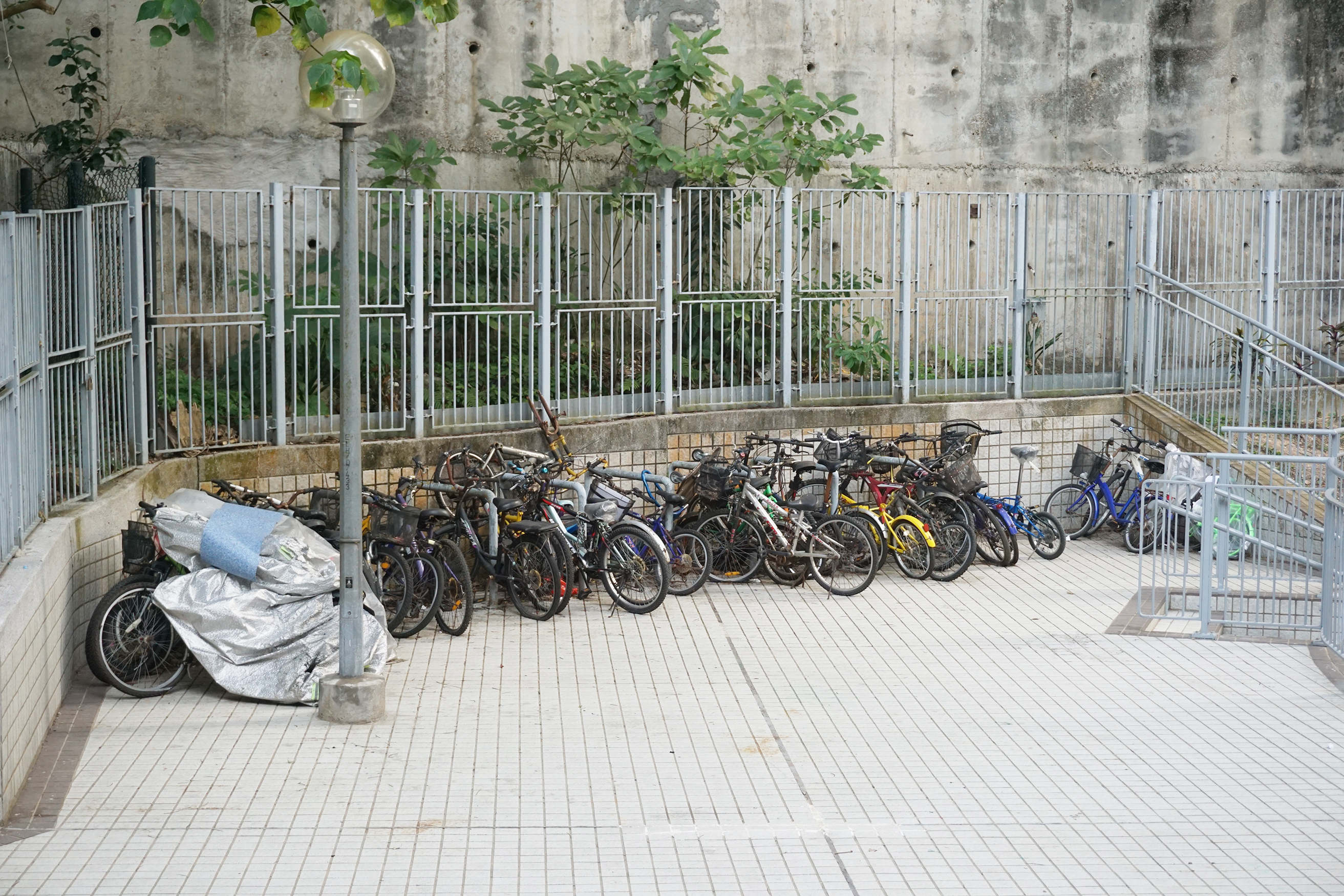
單車停放處

商場旁設有隆亨街市，服務景田苑、新翠邨、愉景花園及金獅花園居民。領展已於2016年2月底關閉街市，進行翻新工程。翻新後由建華集團管理，易名為「隆亨市集」，英文名則改稱「M.C.BOX」，於2016年6月12日開幕。唯70%檔主表示因租金昂貴，不會續租。
隆亨邨內亦設有三個冬菇亭，包括兩間大排檔及7-11便利店(紅屋頂)。其中一個於2016年進行改建工程，並加設冷氣。

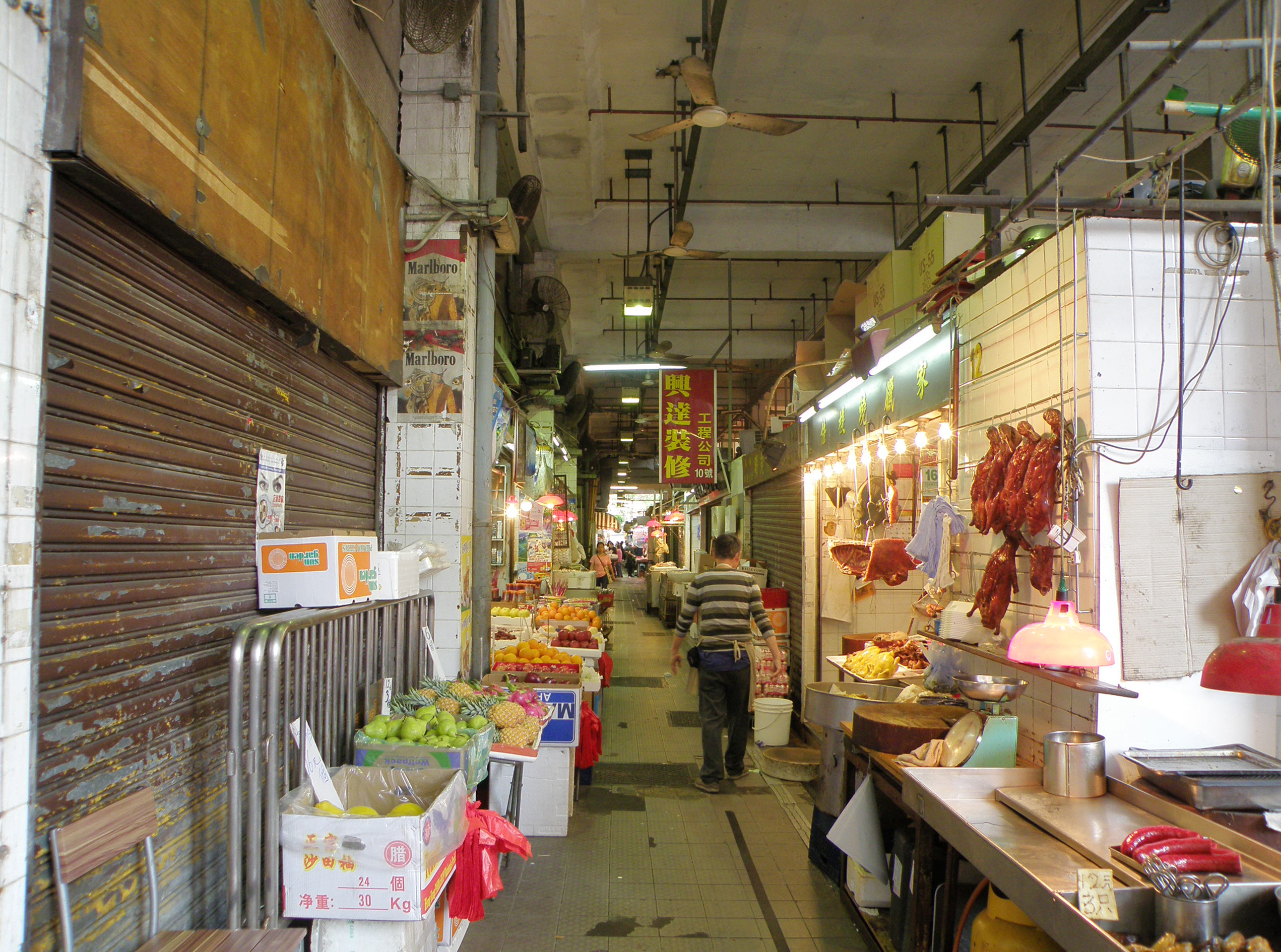
翻新前的隆亨街市（1）
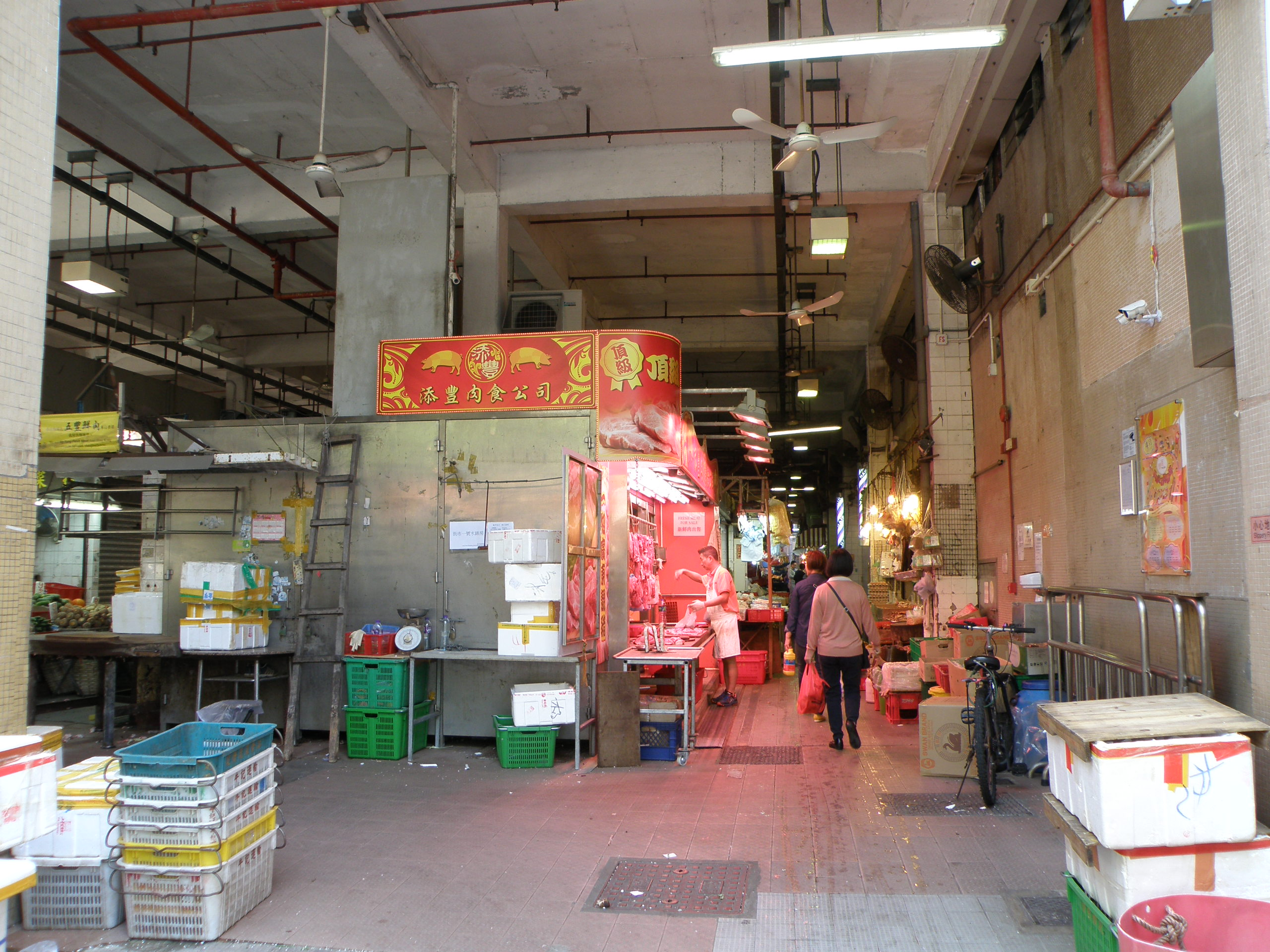
翻新前的隆亨街市（2）
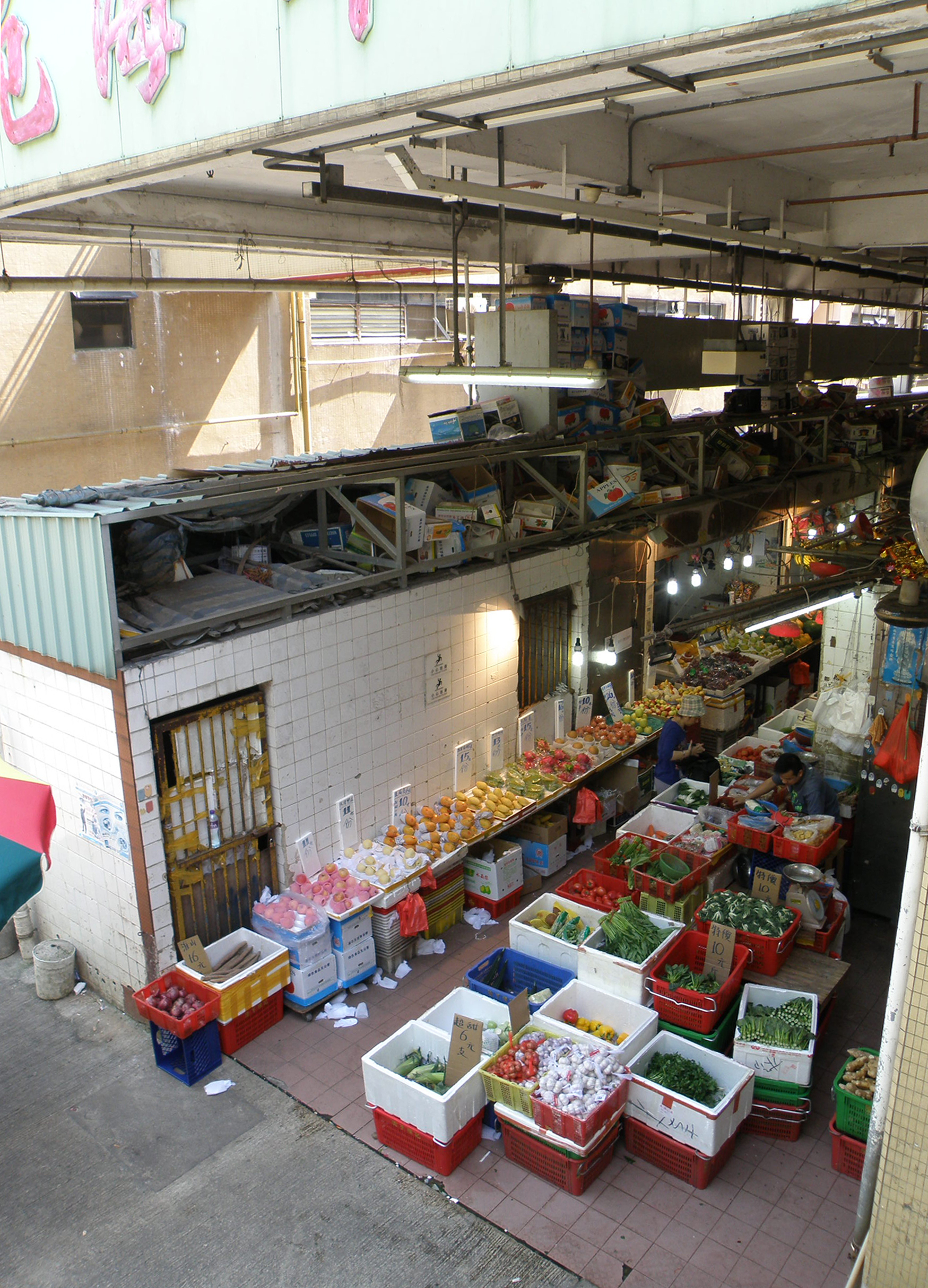
俯瞰翻新前的隆亨街市
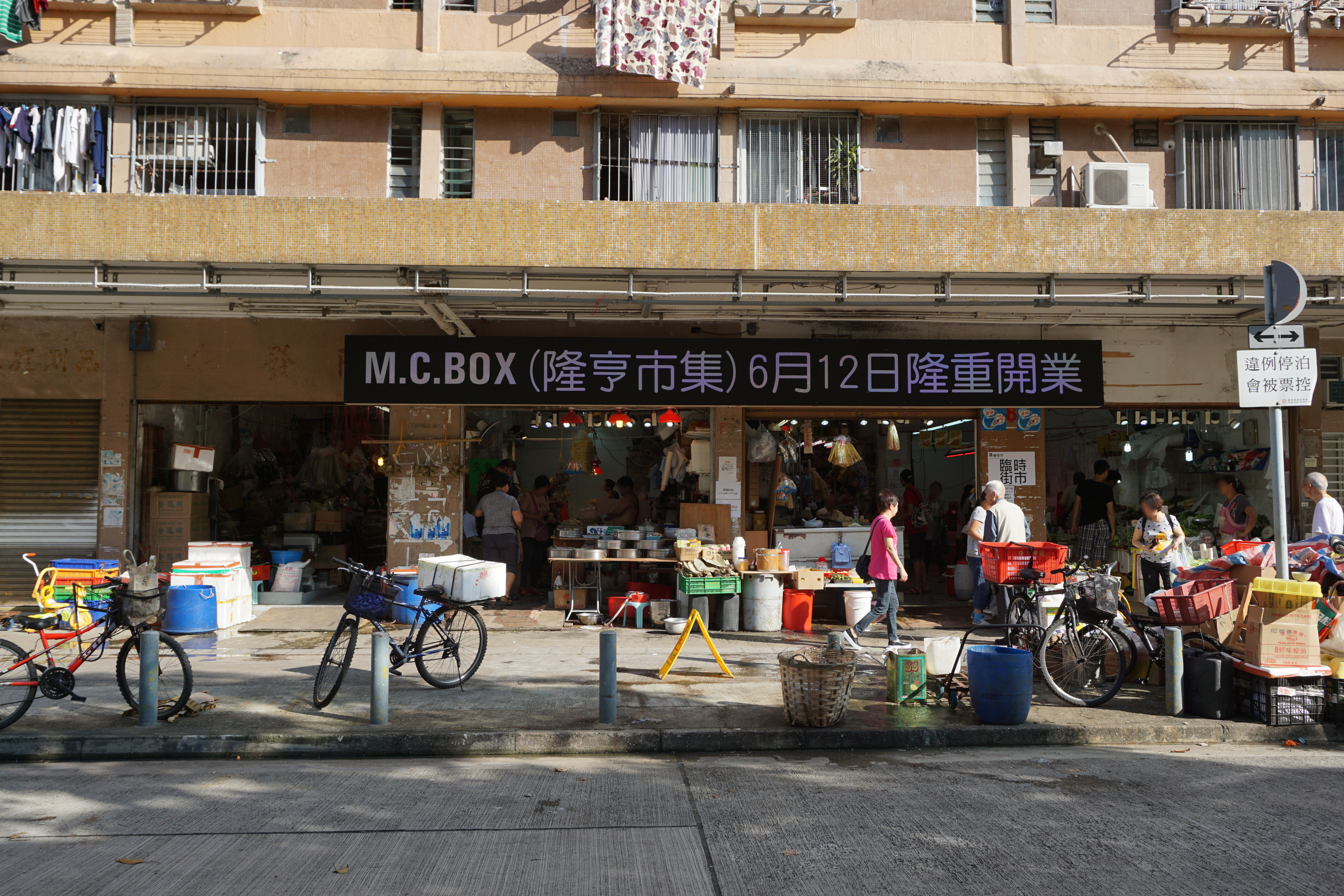
2016年2月底至6月中，隆亨街市於翻新期間，改為在榮心樓面向田心街的地下設立臨時街市
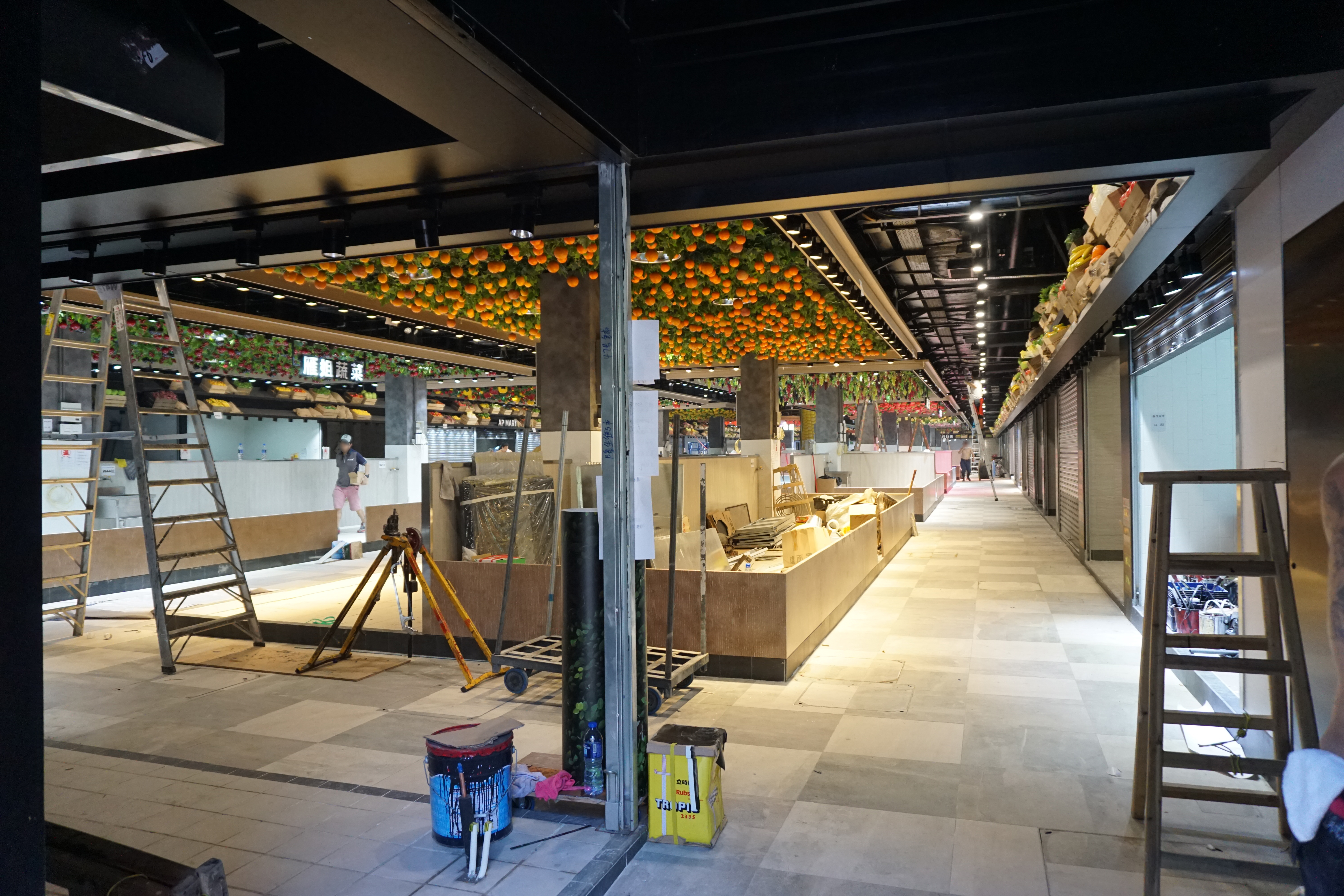
裝修中的隆亨市集 (2016年5月)
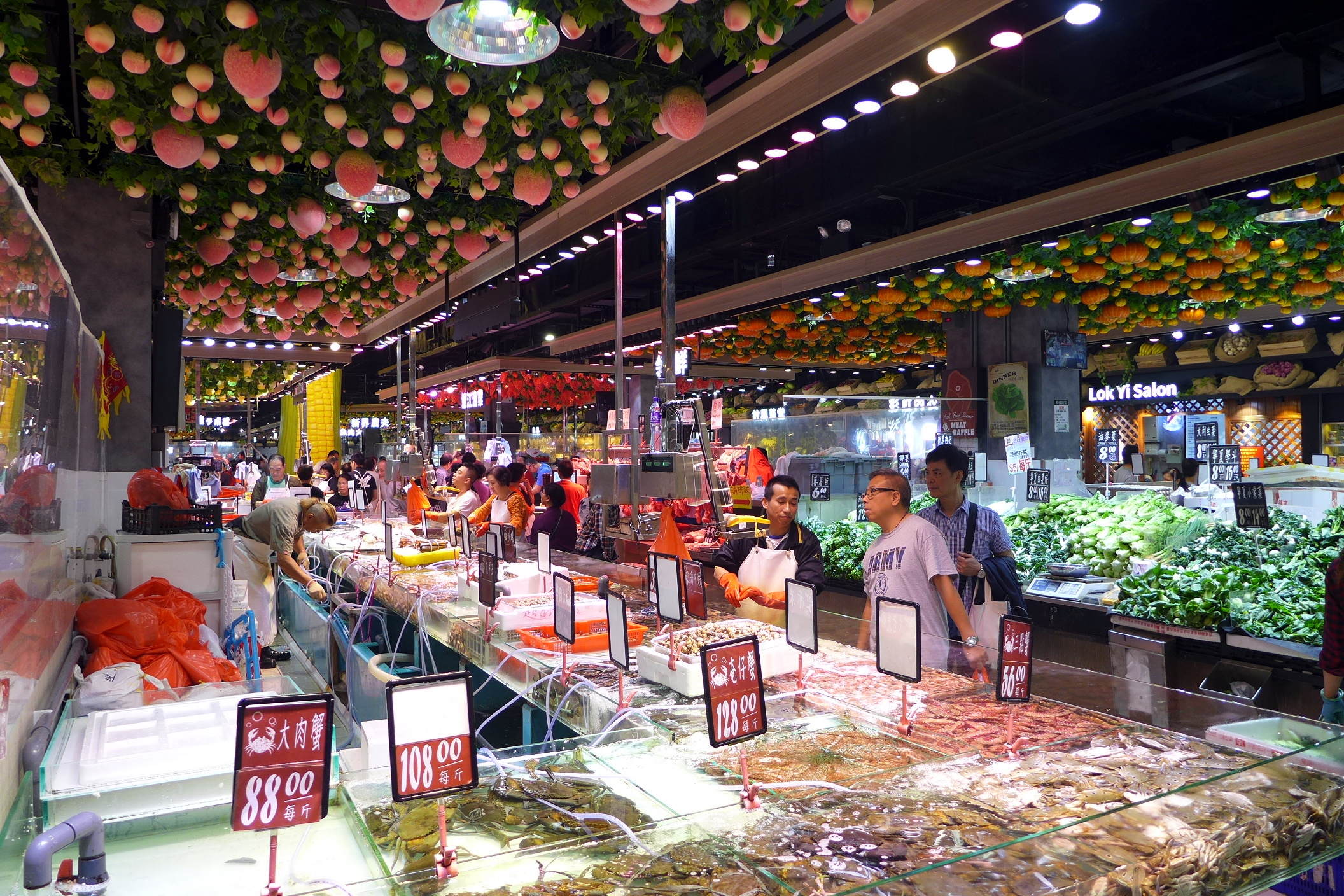
隆亨市集（1）
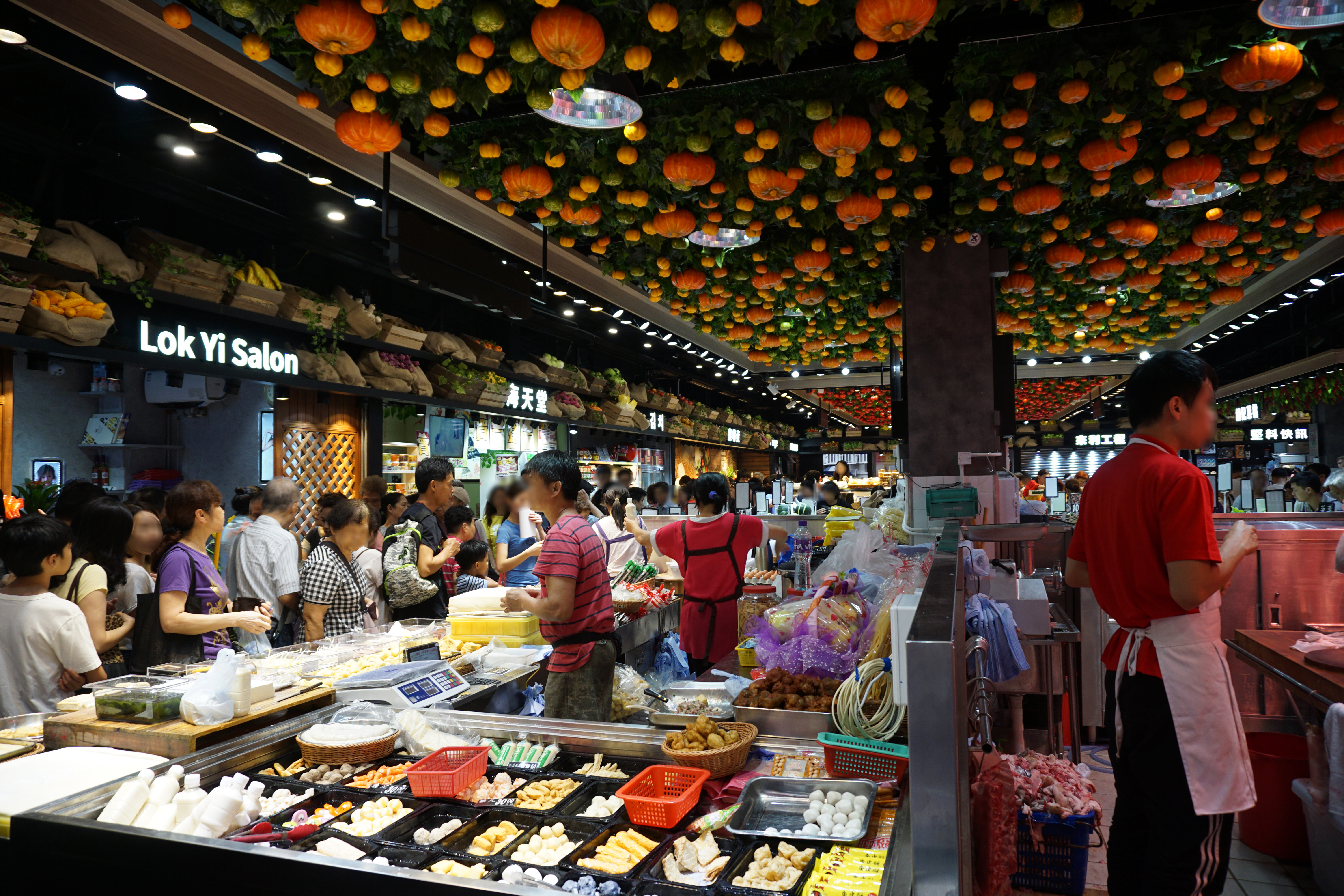
隆亨市集（2）
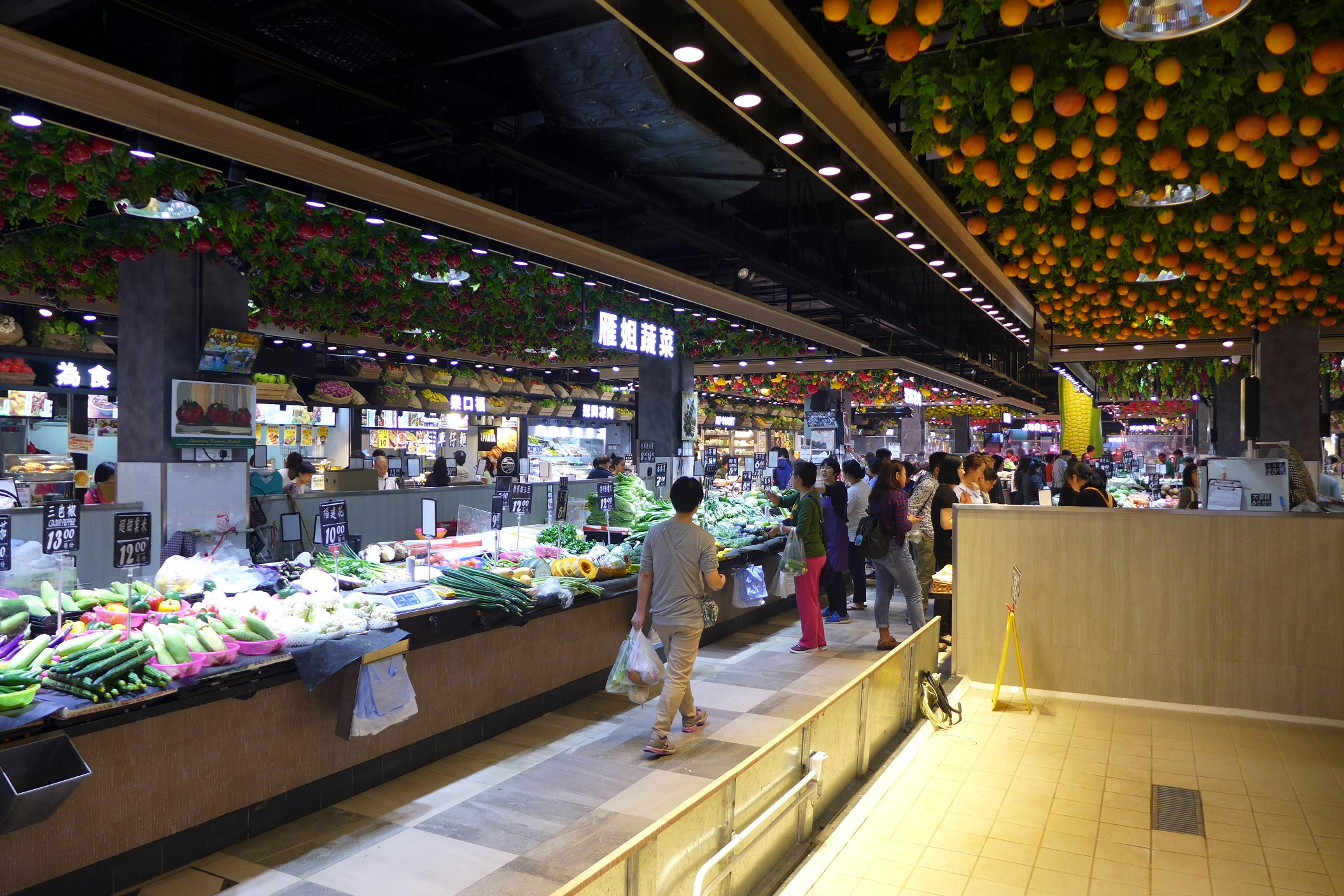
隆亨市集（3）
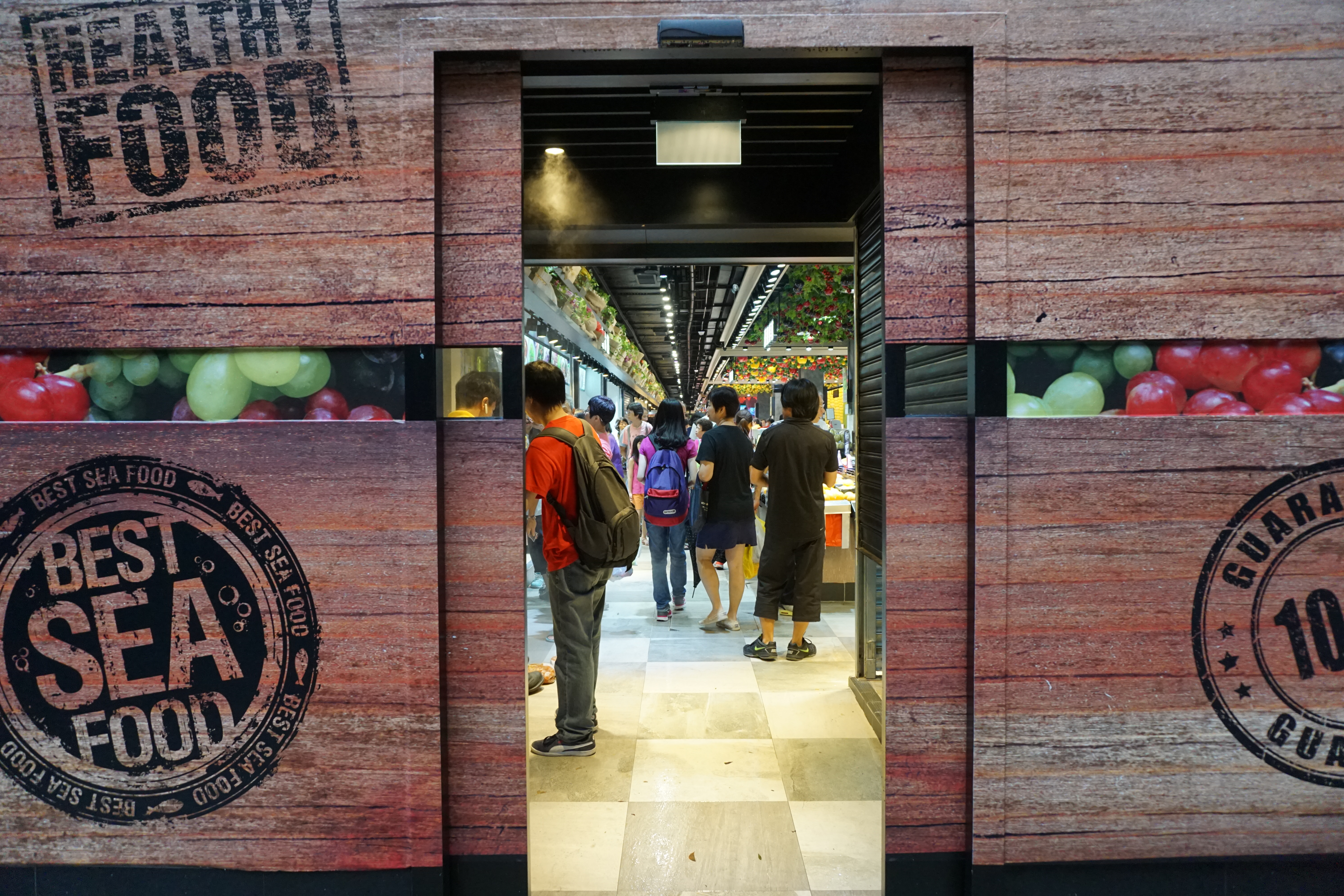
入口為自動門設計，但反應遲鈍為人詬病
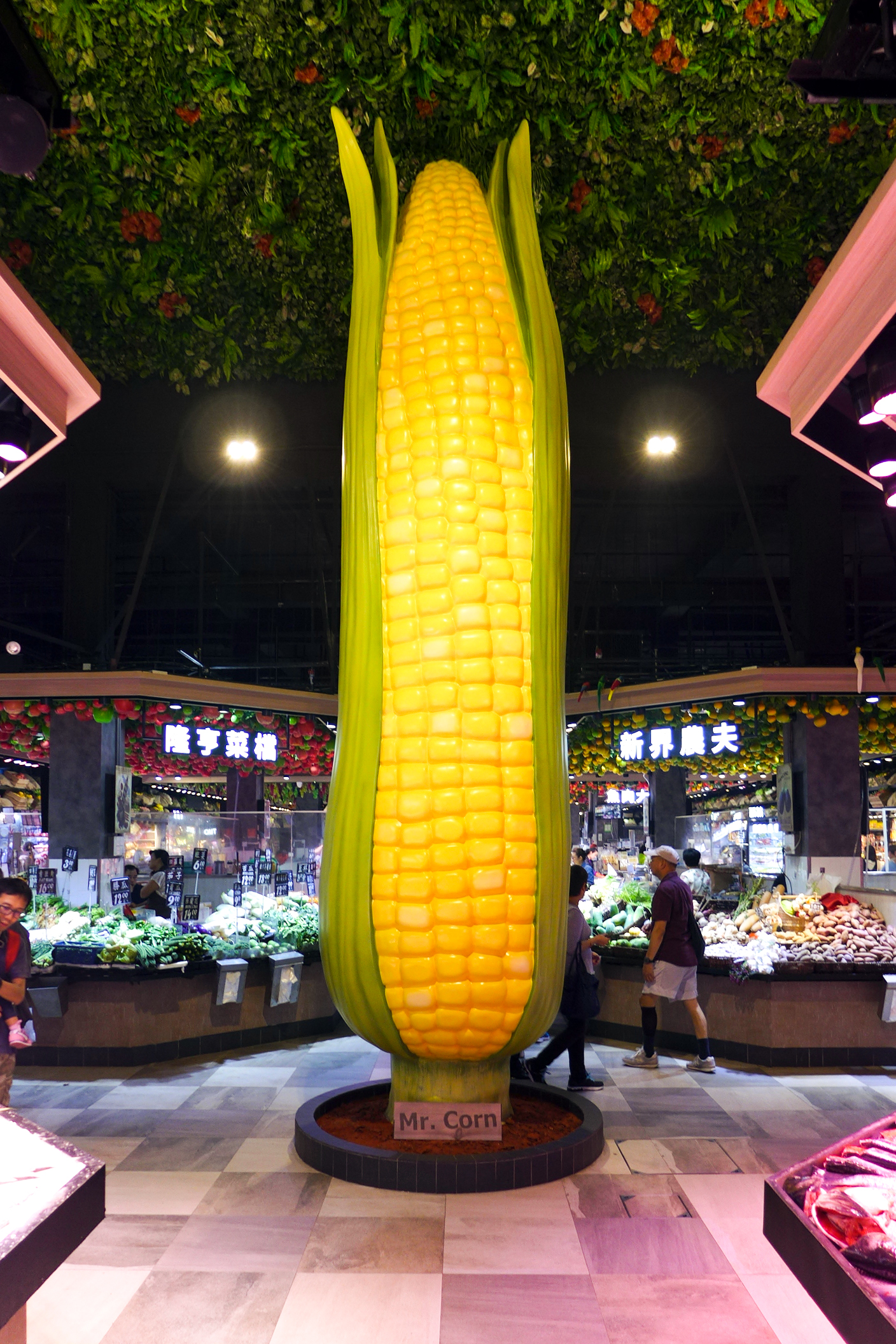
市集中央有1支逾6米高的粟米做裝飾，寓意豐衣足食。

## 教育及福利設施

### 中學
- 樂善堂楊葛小琳中學
- 博愛醫院陳楷紀念中學
- 保良局朱敬文中學

### 小學
- 保良局王賜豪（田心谷）小學（前身為1983年創辦的田心谷六村公立小學）

### 幼稚園
- 東華三院呂馮鳳紀念幼稚園 （页面存档备份，存于） （1984年創辦）（位於隆亨邨賞心樓地下）
- 路德會愛心幼稚園 （页面存档备份，存于） （1984年創辦，2024年停辦）（位於隆亨邨學心樓地下）
- 港九街坊婦女會孫方中幼稚園（1984年創辦）（位於隆亨邨慧心樓地下）
- 香港保護兒童會賽馬會學心幼兒學校 （页面存档备份，存于）  （1985年創辦）（位於隆亨邨學心樓101-108號地下）
- 香港基督教女青年會隆亨幼兒學校 （页面存档备份，存于） （1985年創辦）（位於隆亨邨隆亨社區中心6樓）

### 兒童及青年中心
- 救世軍隆亨青少年中心（位於隆亨邨善心樓地下）

### 青年中心
- 香港青年協會隆亨青年空間 （页面存档备份，存于） （位於隆亨邨社區中心3樓及5樓）

### 長者鄰舍中心
- 四方福音會沙田隆亨堂耆年中心（位於隆亨邨社區中心2樓202-204室）

### 綜合家居照顧服務
- 明愛隆亨綜合家居照顧服務 （页面存档备份，存于） （位於隆亨邨慧心樓111-116室）